# McDonnell F-4 Phantom II
McDonnell Douglas F-4 Phantom II je dvoumístný, dvoumotorový, nadzvukový stíhací letoun dlouhého doletu schopný provozu za každého počasí. Byl původně navržen jako palubní stíhací letoun pro Námořnictvo Spojených států amerických (US Navy) vyzbrojený pouze řízenými střelami, neboť v době jeho vzniku se počítalo s tím, že se vzdušné souboje budou odehrávat pouze na větší vzdálenosti a kanónů tak nebude zapotřebí. Phantom se však osvědčil i při útocích na pozemní cíle a jako průzkumný letoun. Do služby u US Navy vstoupil v roce 1960. Pro své kvality byl později přijat do služby u americké námořní pěchoty (USMC) a amerického letectva (USAF). V polovině 60. let 20. století se stal dominantním typem letounu v rámci všech tří leteckých složek ozbrojených sil USA. V letech 1959 až 1962 ustanovil 15 leteckých světových rekordů, které zahrnovaly absolutní rychlostní rekord a absolutní výškový rekord. Letouny tvořily podstatnou část amerických leteckých sil i v 70. a 80. letech 20. století, kdy začaly být nahrazovány modernějšími stroji, jako například F-15 a F-16 u amerického letectva, F-14 a F/A-18 u amerického námořnictva a námořní pěchoty. Letouny F-4 byly úspěšně a ve velkých počtech vyváženy do celého světa. Stroje používalo nebo stále používá 11 dalších států světa.
Letouny se zúčastnily mnoha konfliktů 2. poloviny 20. století. F-4 je zřejmě nejznámější letadlo vietnamské války, kde byl poprvé bojově nasazen v roce 1964 jak k vybojování vzdušné převahy, tak i k útokům na pozemní cíle a k provádění průzkumu. V této válce se Phantomy staly posledními americkými letadly ve 20. století, jejichž posádky dosáhly titulu „letecké eso“.
Svoji poslední službu si letouny F-4 Phantom II odsloužily v amerických silách při provádění leteckého průzkumu a v rolích „Divokých lasiček“ („Wild Weasel“ – označení letounů určených k umlčování protivzdušné obrany formou radioelektronického boje) ve válce v zálivu v roce 1991 a při dodržování bezletové zóny nad jižním Irákem po válce. Ze služby byly vyřazeny v roce 1996. Izraelské Phantomy zažily tvrdé a úspěšné boje v izraelsko-arabských konfliktech, zatímco velká flotila íránských Phantomů létala ve válce mezi Íránem a Irákem. Phantomy i nadále slouží v několika zemích světa a jsou používány i jako bezpilotní cíle u amerického letectva. Výroba Phantomů probíhala od roku 1958 do roku 1981. Bylo postaveno 5195 strojů, čímž se letoun stal nejmasověji vyráběným americkým nadzvukovým vojenským letounem.

## Vývoj

### Původ

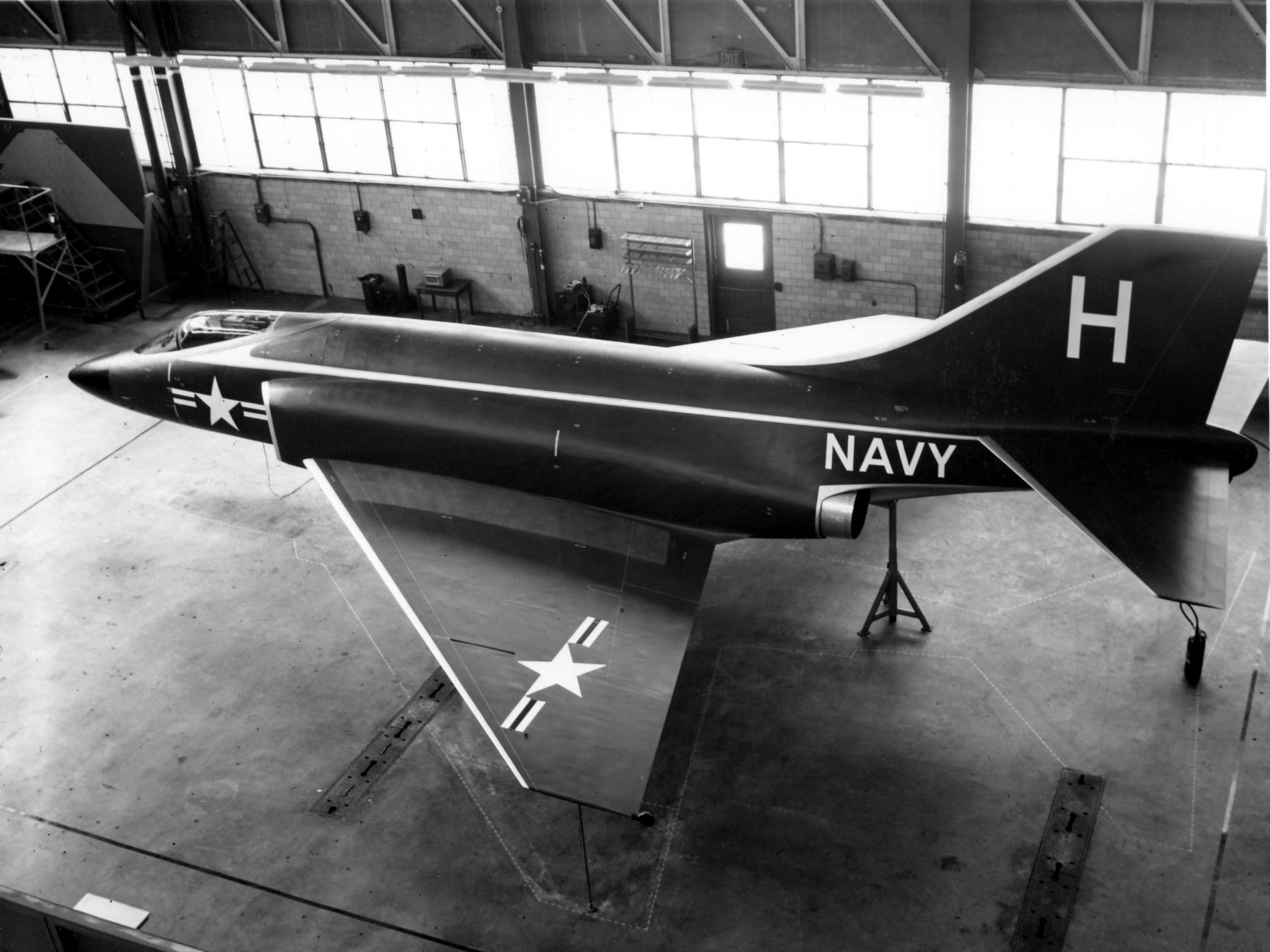
Model stroje McDonnell F3H-G/H, 1954

V roce 1952 byl konstruktér Dave Lewis jmenován do funkce vedoucího oddělení předběžných návrhů. Ačkoliv se v dohledné době nerýsovala možnost nějaké soutěže na dodání letadel, interní studie společnosti předpokládala brzkou potřebu nového letounu pro námořnictvo, totiž útočné stíhačky. Společnost byla od 40. let dodavatelem palubních proudových letounů pro US Navy. Nejprve to byly stroje FH-1 Phantom, následovaly letouny F2H Banshee a F3H Demon. Pro USAF společnost dodala letouny F-101 Voodoo. Proto pro ni byla ránou prohra v soutěži na dodání stíhacího letadla pro US Navy, kterou vyhrál letoun Vought F8U Crusader.
V roce 1953 společnost McDonnell Aircraft začala pracovat na letounu (Model 98) vylepšováním svého námořního stíhacího stroje F3H Demon, přičemž měly být vylepšeny možnosti působit za každého počasí a výkony stávajícího stroje. Hlavní konstruktér Herman D. Barkey a jeho tým připravili několik projektů, které zahrnovaly i varianty s pohonem letounu motorem Wright J67 a dvěma motory Wright J65 nebo General Electric J79. Varianta poháněná motory J79 dávala možnost výroby letounu s maximální rychlostí Mach 1,97. 19. září 1953 jej společnost McDonnell představila US Navy jako projekt „Super Demon“. Letoun byl jedinečný svým modulárním uspořádáním – mohl být dle povahy mise osazen jednomístnou nebo dvoumístnou kabinou. Rovněž vybavení nosu letounu mělo být vyměnitelné – zahrnovalo různé typy radarů, kamery, čtyři 20mm letecké kanóny nebo 56 neřízených raket. Letoun měl mít 9 závěsníků pod křídly a trupem. Námořnictvo projevilo zájem objednáním makety v plném měřítku s označením F3H-G/H, ale bylo jasné, že zaváděné letouny Grumman F-11 Tiger a Vought F-8 Crusader již uspokojují potřeby námořnictva v oblasti nadzvukových stíhacích letounů.
Společnost McDonnell proto návrh přepracovala na stíhací bombardér do každého počasí s 11 externími závěsníky pro zbraně a vybavení a nabídla jej jako nevyžádanou nabídku americkým úřadům. 18. října 1954 společnost obdržela požadavek námořnictva na výrobu dvou prototypů YAH-1. 26. května 1955 důstojníci US Navy navštívili společnost McDonnell Aircraft a přednesli rozsáhlý soubor nových požadavků a změn. Jelikož námořnictvo již mělo letoun A-4 Skyhawk pro útoky na pozemní cíle a F-8 Crusader pro boj s nepřátelskými stíhačkami, požadovalo dokončit oba prototypy, nyní značené XF4H-1, jako letouny do každého počasí k obraně flotily. Letoun měl mít druhého člena posádky, tzv. RIO (Radar Intercept Operator / Operátor střeleckého radaru). V červnu 1957 společnost nabídla Model 98AD americkému letectvu jako stíhací letoun. Letectvo však v té době nebylo vůbec ochotné uvažovat o letounu, který byl původně navržen pro námořnictvo.

### Prototyp XF4H-1
Prototypy XF4H-1 (výrobní čísla 142259 a 142260) měly tandemové uspořádání sedadel, samostatné kryty kokpitu se odklápěly nahoru a na rozdíl od sériové verze nepřesahovaly hřbet letounu. Mohl nést čtyři polozapuštěné radarem naváděné střely AAM-N-6 Sparrow III a 7258 kg výzbroje na závěsnících pod křídly a trupem. Na závěsníku pod trupem a na vnitřních závěsnících pod křídly mohl nést až tři přídavné nádrže se zásobou 7408 litrů paliva. V šesti nádržích v trupu a dvou ve křídlech mohl nést až 12 480 litrů paliva. Letouny měly být poháněny dvojicí motorů J79-GE-2 nebo 2A. Podobně jako letoun F-101 Voodoo byly motory uloženy dole v trupu, kvůli uložení velkých palivových nádrží v trupu. Vstupy vzduchu k motorům měly pevnou geometrii. Náběžná hrana křídel měla sklon 45 stupňů a zpočátku neměla charakteristické zalomení.

### Pojmenování letounu

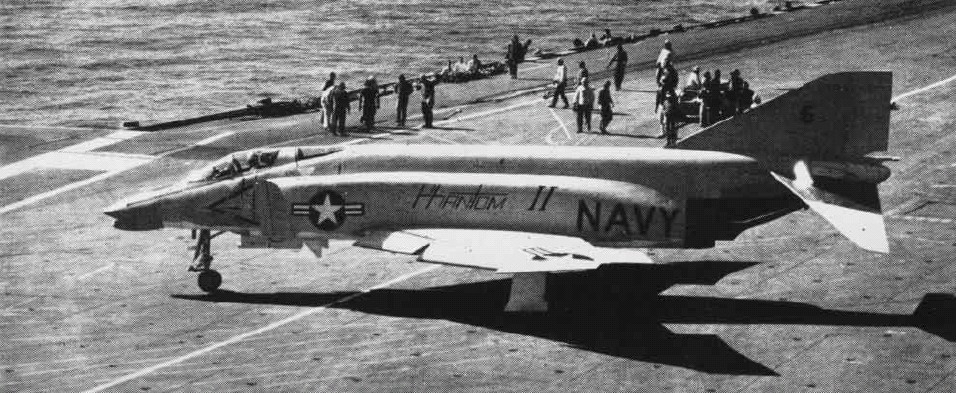
F4H-1F na palubě USS Independence (CV-62).

Letoun byl původně označen AH, později byl přeznačen americkým námořnictvem na F4H, zatímco původní označení u amerického letectva bylo F-110A Spectre. Označení F-4 vstoupilo v platnost v roce 1962, kdy byl sjednocen systém označování letounů u všech ozbrojených složek USA. V rámci společnosti McDonnell Aircraft byl letoun označován jako Model 98.
Původně bylo záměrem pojmenovat letoun F4H jmény Satan nebo Mithras, což byl perský bůh světla. Nakonec letoun dostal méně kontroverzní pojmenování Phantom II. První Phantom byl jiný proudový stíhací letoun společnosti McDonnell – McDonnell FH-1 Phantom, který byl v době zavádění Phantomů II dávno vyřazen ze služby. Proto se letounům Phantom II obvykle říkalo jen jednoduše Phantom. Phantomy II používané u USAF dostaly původně jméno Spectre. Toto jméno se však nepoužívalo.

### Testování prototypů
25. června 1955 si US Navy objednalo ke dvěma prototypům XF4H-1 i pět předvýrobních strojů YF4H-1 (výrobní čísla 143388 až 143392). Testování v aerodynamickém tunelu v roce 1956 odhalilo značnou boční nestabilitu stroje, což si vyžádalo úpravu křídel, které měly být namontovány se vzepětím pod úhlem 5° a řadu dalších zásahů do konstrukce. Aby se konstruktéři vyhnuli složité úpravě centrální části křídel, která byla z titanu, použili vzepětí jen na vnější části křídel, a to pod úhlem 12°, tak aby průměrné vzepětí celého křídla bylo požadovaných 5°. Na náběžnou hranu křídla byl umístěn typický „psí zub“, který vylepšoval ovladatelnost letounu při vysokých úhlech náběhu. Plovoucí výškovky (stabilizátory) měly záporné vzepětí pod úhlem 23°, což rovněž zlepšovalo ovladatelnost při vysokých úhlech náběhu a zároveň držely ocasní část letounu mimo dosah výfukových plynů. Vstupy vzduchu do motorů měly mít měnitelný průřez s plochými oddělovači mezní vrstvy u přídě trupu. Svou schopnost bojovat za každého počasí měl letoun díky radaru AN/APQ-50. Letoun měl být provozován z letadlových lodí, a proto byl hlavní podvozek uzpůsoben, aby vydržel přistání při klesání až 7 m/s, zatímco přední podvozek mohl být teleskopicky prodloužen až o 50 cm pro zvětšení úhlu náběhu při vzletu z paluby letadlové lodi.
Phantom provedl svůj první let 27. května 1958. Let provedl zkušební pilot Robert C. Little. Při tomto letu došlo k potížím s hydraulikou, což znemožnilo zatažení předního podvozku, ale následující lety již probíhaly lépe. Při třetím letu 31. května 1958 Little překonal rychlost zvuku. Tento prototyp (142259) byl nakonec ztracen 21. října 1959, když došlo k jeho destrukci při rychlosti Mach 2,15. Pilot zahynul. Testování ukázalo nutnost úpravy vstupů vzduchu do motorů. Pevné oddělovače mezní vrstvy nahradila kombinace pevných a pohyblivých panelů s otvory v pevné sekci. Konkurentem letounu Phantom byl letoun Vought XF8U-3 Crusader III. Kvůli vytíženosti operátora radaru však US Navy požadovalo dvoumístný stroj a 17. prosince 1958 byl letoun F4H vyhlášen vítězem soutěže. Zpoždění ve vývoji motorů J79-GE-8 znamenalo, že první vyrobené letouny byly osazeny motory J79-GE-2 a −2A. Každý z nich dával tah 73,38 kN s přídavným spalováním. V roce 1959 Phantom zahájil zkoušky pro provoz z letadlových lodí. První kompletní start a přistání se uskutečnilo 15. února 1960 z letadlové lodi USS Independence (CV-62). Zkoušky dopadly obecně velmi dobře, drobné problémy se vyskytly jen s odskakujícím přistávacím hákem. Motory letounu se prokázaly jako velice spolehlivé. Phantomy byly podstatně větší a těžší než dosud používané palubní stroje, přesto díky nevídanému tahu svých motorů to nebyl pro piloty žádný problém.

### Výroba

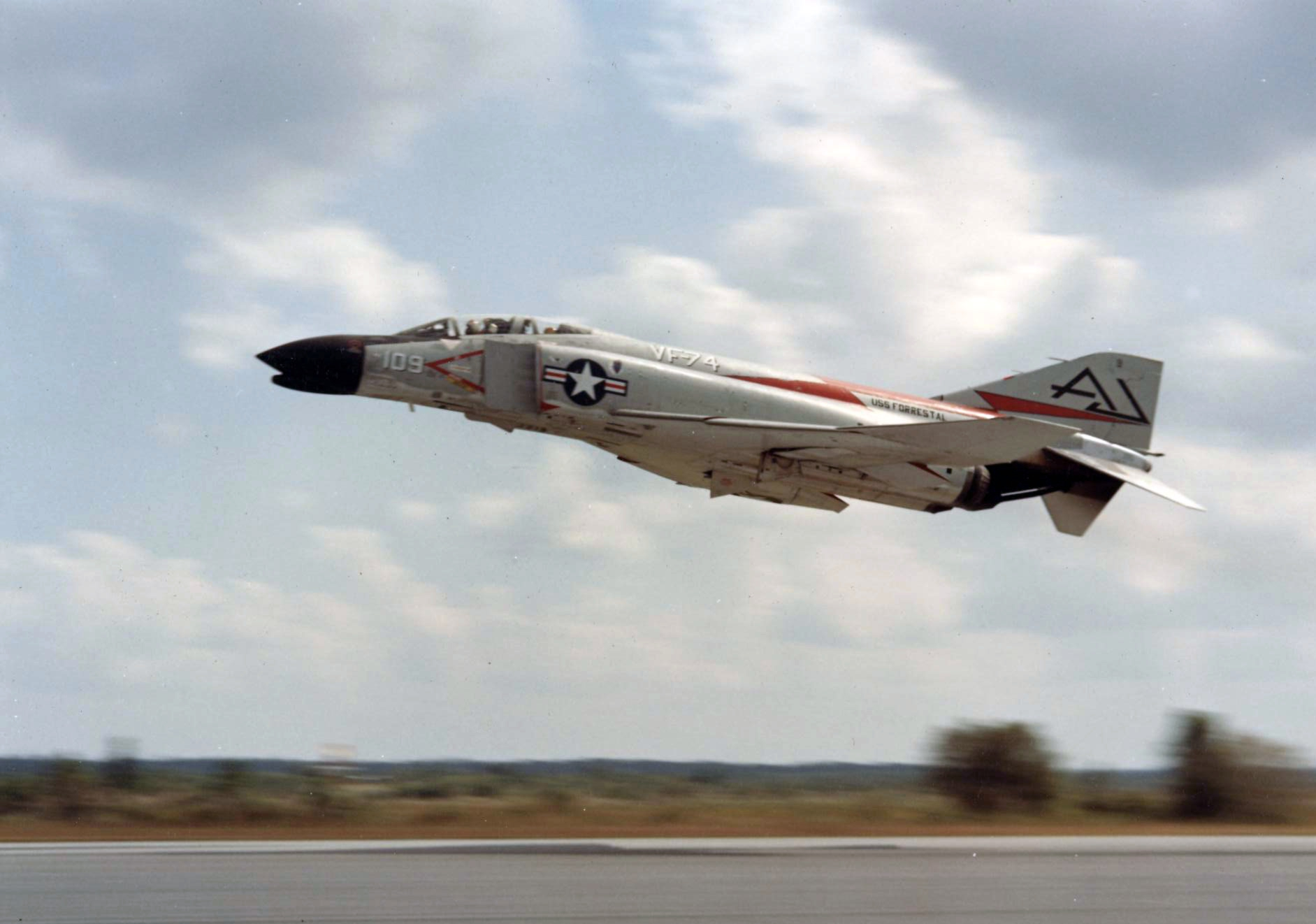
Letoun první operační letky VF-74 US Navy vybavené letouny Phantom v roce 1961.

Na začátku výroby byl změněn typ radaru za lepší a větší AN/APQ-72, což si vyžádalo úpravu tvaru nosu letounu. Také kryt kabiny byl přepracován, čímž se zlepšil rozhled z kokpitu a zvětšil se prostor na zadním sedadle. První výrobní verze byla označena F4H-1. Na tuto verzi bylo přeznačeno i pět předvýrobních YF4H-1. Od 46. vyrobeného letounu (resp. od 48. letounu, pokud připočteme dva prototypy) začaly být do letounů montovány motory J79-GE-8. Následně bylo prvních 45 letounů přeznačeno na verzi F4H-1F.
V září 1962 došlo ke sjednocení značení letounů všech složek ozbrojených sil USA. Letouny F4H-1F byly přeznačeny na verzi F-4A a letouny F4H-1 na verzi F-4B. Od června 1961 do března 1967 bylo dodáno k US Navy a USMC celkem 649 strojů F-4B. 29 jich bylo později zapůjčeno USAF.
Další vyráběnou verzí bylo 46 letounů pro taktický průzkum RF-4B (F4H-1P). Letouny byly vyrobeny pro USMC. Příď letounu byla značně prodloužena a byly do ní umístěny kamery zaměřené dopředu a do stran (nebo mapovací kamera), radar s bočním vyzařováním, infračervené senzory. Pro noční fotografování byly na letoun umístěny výmetnice zábleskových světlic.
Americké letectvo (USAF) bylo přinuceno znovu posoudit Phantomy na nátlak tehdejšího ministra obrany, kterým byl Robert McNamara, a který usiloval o jednotné vybavení všech složek ozbrojených sil USA. Srovnání F-4 se stíhacím bombardérem F-105D ukázalo, že Phantom je mnohem všestrannější, a že může bojovat jako stíhačka, i když je obtěžkán protizemní municí. Také srovnání průzkumné verze s letounem RF-101 Voodoo vyšlo jasně ve prospěch Phantomů kvůli celkově lepším výkonům a možnosti působit i v noci. Poté, co F-4B jasně zvítězil v Operaci Highspeed, což byly vlastně srovnávací testy tohoto letounu s letounem Convair F-106 Delta Dart, si USAF půjčilo od námořnictva v lednu 1962 dva stroje F-4B, které dostaly dočasné označení F-110A Spectre a zpracovalo požadavky na verzi pro letectvo. Následně bylo zapůjčeno dalších 29 letounů F-4B k provádění základního výcviku. 30. března 1962 dostala společnost McDonnell objednávku na první stroj F-110A, brzy poté následovala objednávka na dalších 310 strojů. Na rozdíl od námořnictva letectvo kladlo důraz letoun v roli stíhacího bombardéru. 18. září 1962 přišlo McNamarovo sjednocení označování vojenských letounů a Phantomy letectva dostaly označení F-4C. První letoun USAF (výrobní číslo 62-12199) poprvé vzlétnul 27. května 1963 a při tomto prvním letu překonal dvojnásobek rychlosti zvuku (Mach 2).
Na rozdíl od námořnictva, kde posádky létaly ve složení námořní letec (pilot) na předním sedadle a námořní letecký důstojník jako operátor radaru (Radar Intercept Officer – RIO) na zadním sedadle, letectvo létalo zpočátku i s druhým pilotem na zadním sedadle. Tato politika byla časem změněna s tím, že na zadní sedadlo byl umístěn navigátor s kvalifikací obsluhovat zbraňové a zaměřovací systémy, později byl označen jako operátor zbraňových systémů (Weapon Systems Officer – WSO) nebo důvěrně „Wizzo“. Jelikož však stroje zpočátku létaly se dvěma piloty, uchovaly si Phantomy letectva Spojených států zdvojené řízení po celou dobu jejich operační služby. Letouny F-4C byly téměř totožné s F-4B, zachovaly si dokonce i přistávací hák. Změnil se však systém doplňování paliva, přibylo zdvojené řízení, větší kola a elektronické systémy. Objednány byly i průzkumné verze pro letectvo RF-4C, kterých bylo vyrobeno 505 kusů. Následující verze F-4D, které bylo vyrobeno 825 kusů, byla na rozdíl od verze F-4C od počátku vyvíjena dle požadavků amerického letectva. Letouny této verze mohly nést i řízené bomby. Nejpočetnější vyráběnou verzí (vyrobeno 1380 kusů) byla verze F-4E pro USAF. Nejdůležitějším znakem této verze byl pevně zabudovaný letecký kanón M61 Vulcan ráže 20 mm se zásobou 640 nábojů.
Jedinou verzí, která z větší části nebyla vyráběna ve společnosti McDonnell, byla verze F-4EJ pro japonské vzdušné síly sebeobrany. Výrobce dodal do Japonska dva vyrobené letouny ke zkouškám, které probíhaly od 14. ledna 1971. Následovalo dalších 11 strojů rozložených na součástky, které byly smontovány v japonské společnosti Mitsubishi Heavy Industries. Poté byla zahájena licenční výroba 127 strojů verze F-4EJ. Jednalo se o zjednodušenou verzi F-4E uzpůsobenou pro japonské potřeby. Vyráběna byla i exportní průzkumná verze RF-4E, resp. RF-4EJ pro Japonsko. Další zjednodušenou verzí byla verze F-4F pro Německo. Některé montážní celky (např. motory) se vyráběly v Německu.
Nástupcem verze F-4B byla u US Navy verze F-4J. První sériový stroj poprvé vzlétnul 27. května 1966 a bylo vyrobeno celkem 522 strojů této verze. Posledními vyráběnými verzemi byly verze F-4K a F-4M pro Velkou Británii v počtech 52 a 118 kusů. Během let služby prošly vyrobené letouny mnoha změnami, což vedlo k vývoji velkého množství dalších variant tohoto stroje.
Výroba Phantomů II skončila v USA v roce 1979. Bylo vyrobeno 5195 strojů (5068 společností McDonnell Douglas a 127 strojů v licenci v Japonsku společností Mitsubishi. 11 strojů vyrobených v USA bylo smontováno až v Japonsku). Z nich 2874 dostalo USAF, 1264 US Navy a USMC a zbytek zahraniční odběratelé. Posledním vyrobeným strojem byl letoun F-4EJ vyrobený v roce 1981 v Japonsku ve společnosti Mitsubishi Heavy Industries.

### Světové rekordy

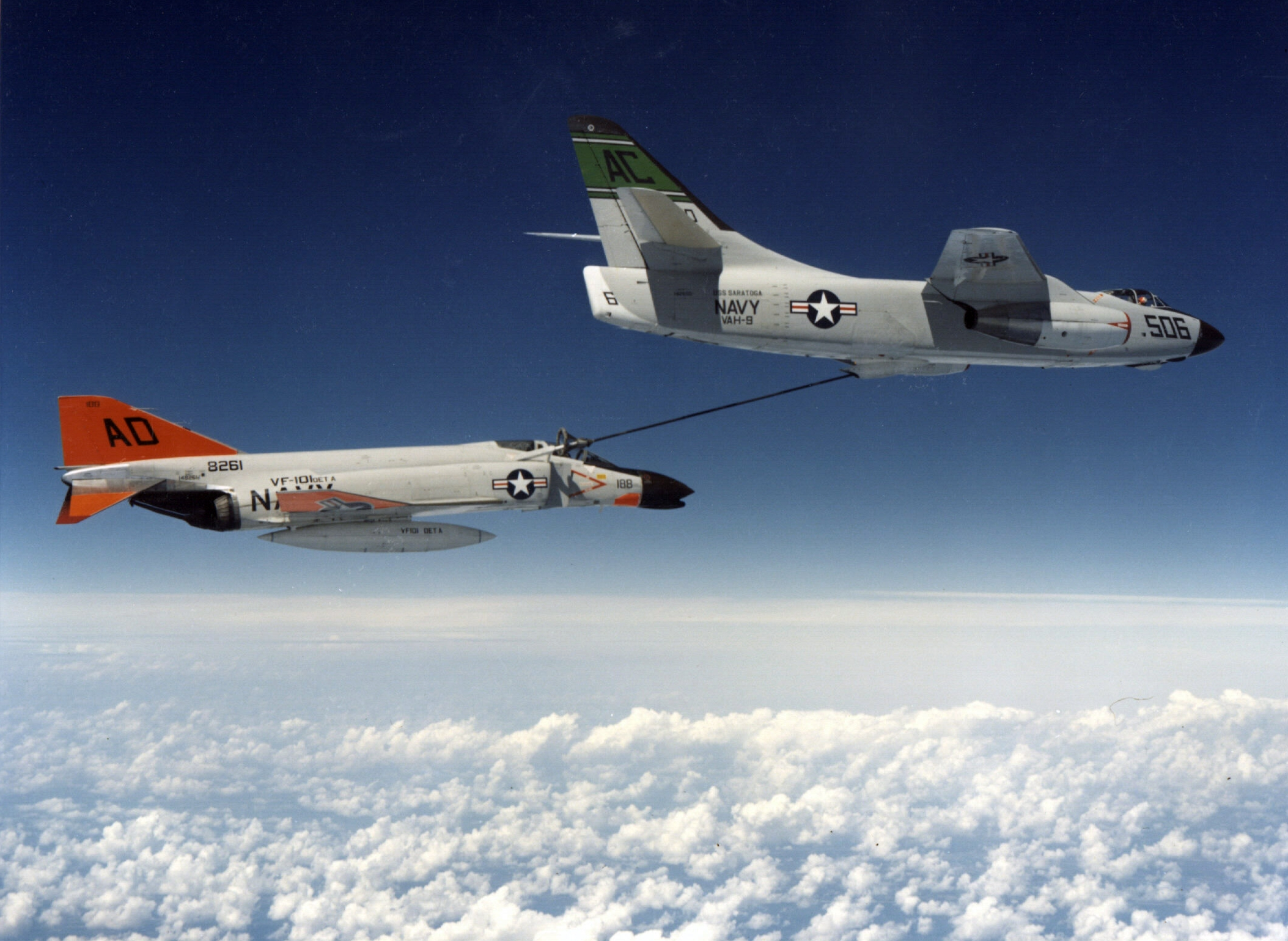
Phantom II během "Operace LANA" v roce 1961

Aby US Navy předvedlo schopnosti svých nových stíhaček, uspořádalo řadu akcí s cílem překonat světové rekordy pomocí nových letounů:
- Operace Top Flight:
  - 6. prosince 1959 druhý prototyp XF4H-1 překonal výškový rekord dosažením výšky 98 557 stop (30 040 m).[5] Předcházející rekord 94 658 stop (28 852 m) držel letoun Suchoj T-43-1, což byl prototyp sovětského letounu Su-9. Fregatní kapitán Lawrence E. Flint, Jr., US Navy zrychlil s letounem ve výšce 47 000 stop (14 330 m) na rychlost Mach 2,5. Pak začal stoupat pod úhlem 45° do výšky 90 000 stop kde vypnul motory a přehoupnul se přes vrchol dráhy, následně s letounem padal až do výšky 70 000 stop (21 300 m), kde opět nahodil motory a vrátil se k normálnímu letu.[13]
  - 5. září 1960, letoun F4H-1F dosáhl průměrné rychlosti 1216,78 mph (1958,16 km/h) na 500 km dlouhé trojúhelníkové trati.[5]
  - 25. září 1960, letoun F4H-1 dosáhl průměrné rychlosti 1390,21 mph (2237,26 km/h) na trati dlouhé 100 km.[5]
- Operace LANA: Na oslavu 50. výročí námořního letectví (L znamená římskou číslicí 50 a ANA znamená Anniversary of Naval Aviation (Výročí námořního letectví)) letělo 24. května 1961 pět Phantomů F4H-1F, soutěžících o „Bendix Trophy“, z Ontaria přes Spojené státy do New Yorku, což zahrnovalo i několik tankování ve vzduchu. Nejrychlejší letoun dosáhl průměrné rychlosti 869,74 mph (1400,28 km/h) a dokončil cestu za 2 hodiny a 47 minut. Pilotoval jej kapitánporučík a budoucí americký astronaut Richard F. Gordon (USN) a operátor poručík Bobbie Long (USN), za což získali „Bendix Trophy“.[5][19][20][21]
- Operace Sageburner: 28. srpna 1961 dosáhl letoun Phantom průměrné rychlosti 902,769 mph (1452,826 km/h) na dráze dlouhé 3 km (1,86 míle)[1] při letu ve výšce nižší než 125 stop (38,1 m).[5] Při prvním pokusu o tento rekord zahynul fregatní kapitán J. L. Felsman (US Navy), když mu 18. května 1961 selhal tlumič kmitů letounu, což vedlo k jeho rozpadnutí a explozi ve vzduchu.[1]
- Operace Skyburner:
  - 22. prosince 1961 upravený Phantom se vstřikováním vody do motorů ustanovil absolutní rychlostní rekord, který činil 1606,342 mph (2585,086 km/h).[5]
  - 6. prosince 1961 jiný Phantom ustanovil nový rekord v ustáleném (vodorovném) letu v nejvyšší výšce, který činil 66 443,8 stop (20 252 metrů).[5]
- Operace High Jump: Jednalo se o sérii rekordů ve stoupavosti. Všechny byly stanoveny na začátku roku 1962. Výsledné časy: 34,523 sekund do výšky 3000 m (9840 stop), 48,787 sekund do výšky 6000 m (19 700 stop), 61,629 sekund do výšky 9000 m (29 500 stop), 77,156 sekund do výšky 12 000 m (39 400 stop), 114,548 sekund do výšky 15 000 m (49 200 stop), 178,5 sekund do výšky 20 000 m (65 600 stop), 230,44 sekund do výšky 25 000 m (82 000 stop) a 371,43 sekund do výšky 30 000 m (98 400 stop).[10] Během posledního letu korvetní kapitán D. W. Nordberg neoficiálně překonal výškový rekord z 6. prosince 1959 výkonem 30 480 m (100 000 stop).[1]

Celkově Phantomy stanovily 16 světových rekordů. Mimo operace Skyburner byly všechny rekordy ustanoveny neupravenými sériovými stroji. Pět rychlostních rekordů zůstalo nepřekonáno až do roku 1975, kdy se na scéně objevil letoun F-15 Eagle.

## Popis

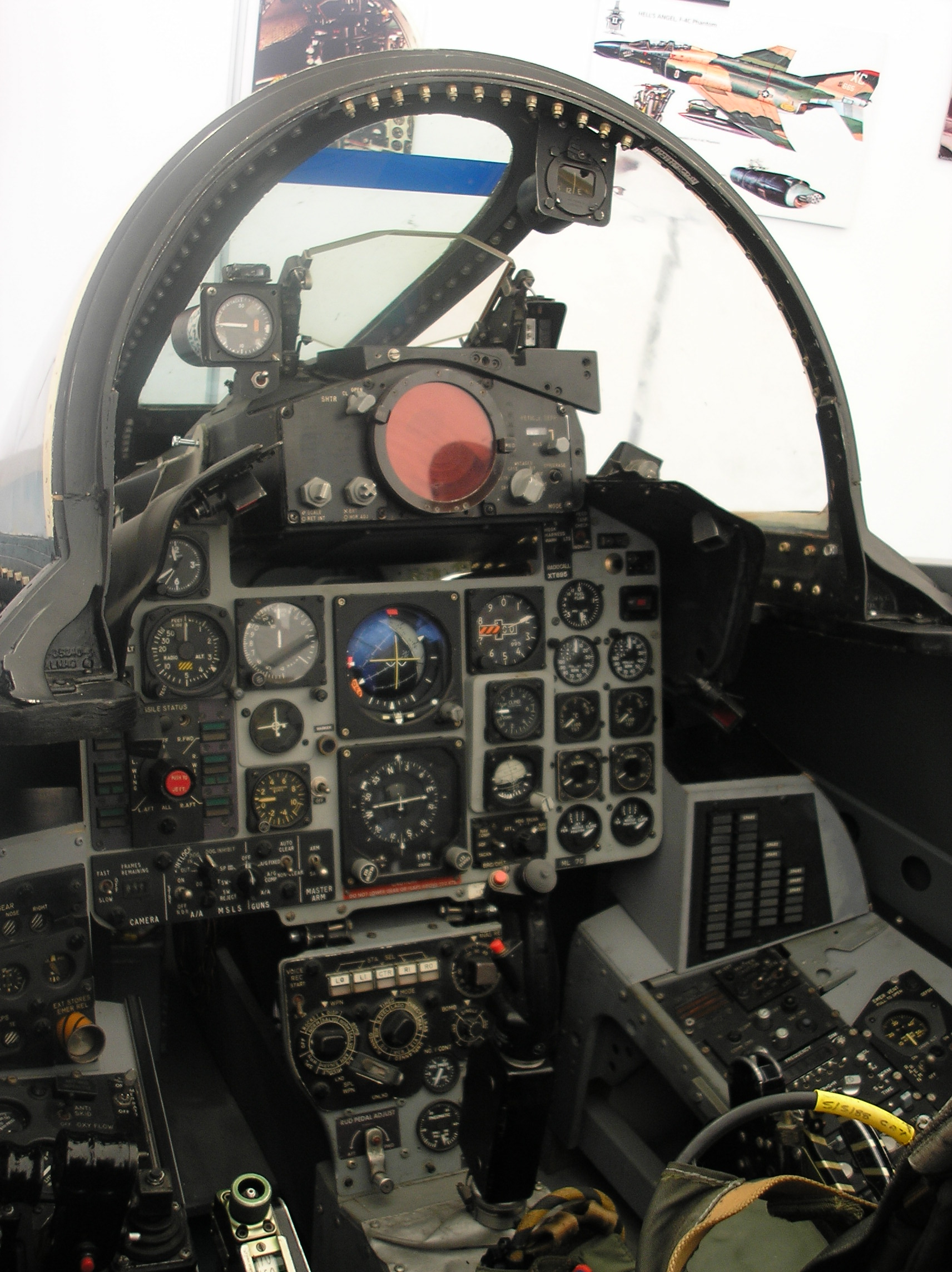
Kokpit letounu F-4 Phantom II

F-4 Phantom je dvoumístný stíhací bombardér s tandemovým uspořádáním sedadel, který byl původně navržen jako palubní přepadový stíhač pro US Navy primárně určený k obraně flotily. Novinkou bylo použití výkonného pulzního Dopplerova radaru a rozsáhlé použití titanu při stavbě jeho trupu.
Během jeho výroby vznikla celá řada variant, ale jeho základní uspořádání zůstalo až na detaily shodné. Všechny letouny byly dvoumotorové, každý motor byl namontován na každé straně trupu se vstupy vzduchu přímo za sedadlem pilota s výstupy trysek pod ocasem letounu. Hlavní podvozek je jednokolový, podvozek v přídi má dvě kola a zatahuje se směrem dozadu. Příďový podvozek je otočný o 360°. Vnější část křídel má vzepětí 12° pro lepší stabilitu letounu. Křídla u většiny variant jsou sklopná pro úsporu místa na palubě letadlové lodi. Plovoucí ocasní plochy (stabilizátory) mají záporné vzepětí pod úhlem 23°.
Letoun Phantom je stíhací letoun impozantních rozměrů s maximální vzletovou hmotností větší než 27 000 kg, který dokáže vyvinout rychlost Mach 2,23 s počáteční stoupavostí 41 000 stop/min (210 m/s). Může nést výzbroj o hmotnosti až 8400 kg na devíti externích závěsnících. Výzbroj letounů zahrnuje střely vzduch-vzduch, vzduch-země a nejrůznější typy bomb. První verze letounu F-4, podobně jako další stíhačky té doby, nebyly vybaveny pevně zabudovaným kanónem, nicméně pozdější varianty byly vybavovány rotačním kanónem M61A1 Vulcan.
Provedení tohoto letounu dosahujícího dvojnásobku rychlosti zvuku s dlouhým doletem a možností nést velký náklad bomb se stalo vzorem pro následující generace lehkých a středních stíhacích letounů určených hlavně pro boj ve dne.

### Letová charakteristika
Největší výhodou Phantomů v leteckém boji byl obrovský tah jeho motorů, který umožnil zkušenému pilotovi, aby se vhodně zapojil do vzdušného souboje nebo jej v případě potřeby opustil. Letoun byl robustní konstrukce navržený pro odpalování střel řízených radarem na cíle za hranicí viditelnosti, a proto postrádal obratnost sovětských protivníků a měl tendenci k nežádoucímu vybočování při ostrých manévrech. Přesto piloti o letounu hovořili, že dobře reagoval na jejich pokyny, a že se s ním dobře létalo i na hraně jeho výkonů. V roce 1972 byl typ F-4E vylepšen montáží lamel na náběžnou hranu křídla, což podstatně zlepšilo jeho obratnost při vysokých úhlech náběhu na úkor maximální rychlosti.
Motory J79 produkovaly značné množství černého dýmu, což byla značná nevýhoda, protože nepřítel mohl lépe zjistit letoun. Tento problém byl vyřešen u varianty F-4S dosazením motorů ve variantě −10A, které byly vybaveny spalovací komorou bez produkce kouře.
Největší slabinou letounu F-4, která vznikla už při jeho konstrukci, byla absence zabudovaného leteckého kanónu. Krátkou dobu, právě když vznikal tento letoun, armádní doktríny předpokládaly, že pro letecký boj odehrávající se v nadzvukových rychlostech bude kanón zbytečný a neúčinný. Proto se také věnovala malá pozornost výuce pilotů v manévrovaném boji. Ve skutečnosti ale boj často probíhal při rychlostech pod hranicí rychlosti zvuku. Navíc relativně nové teplem naváděné a radarem řízené protiletecké střely byly podle hlášení pilotů často nespolehlivé. Pilot musel často vystřelit několik raket, aby zasáhl jediný cíl. Problém byl ještě zvýrazněn tím, že způsob nasazení sil ve Vietnamu většinou znemožňoval použití protileteckých střel dlouhého dosahu, naopak byla nutná vizuální identifikace nepřítele. Mnoho pilotů zjistilo, že když se dostali za ocas nepřátelského stroje, jsou již příliš blízko i na odpálení raket krátkého dosahu (střely Falcon nebo Sidewinder). Ačkoliv v roce 1967 začaly letouny USAF F-4C nosit kontejnery obsahující 20mm rotační letecký kanón M61A1 Vulcan, kokpit těchto letounů nebyl vybaven počítačem pro výpočet směru palby v manévrovaném boji, což činilo střelbu nepřesnou. I některé letouny námořní pěchoty nesly na dvou podvěsech kanóny. Montáž kanónů na externí závěsy vedla k určité ztrátě výkonu vlivem odporu prostředí a navíc byly poměrně nepřesné, přesto byly často mnohem efektivnější než řízené střely. Tento nedostatek byl definitivně odstraněn montáží 20mm leteckého kanónu M61A1 Vulcan do varianty F-4E.
Při jejich posledním působení v rámci kontroly bezletové zóny nad jižním Irákem se major Tom Pfeiffer o letounu vyjádřil následovně:

„Létat s letounem F-4G je jako řídit klasický automobil Corvette z roku osmašedesát. Je to prostě fantastické! Čistá, surová síla!“

## Služba

### Námořnictvo Spojených států (US Navy)

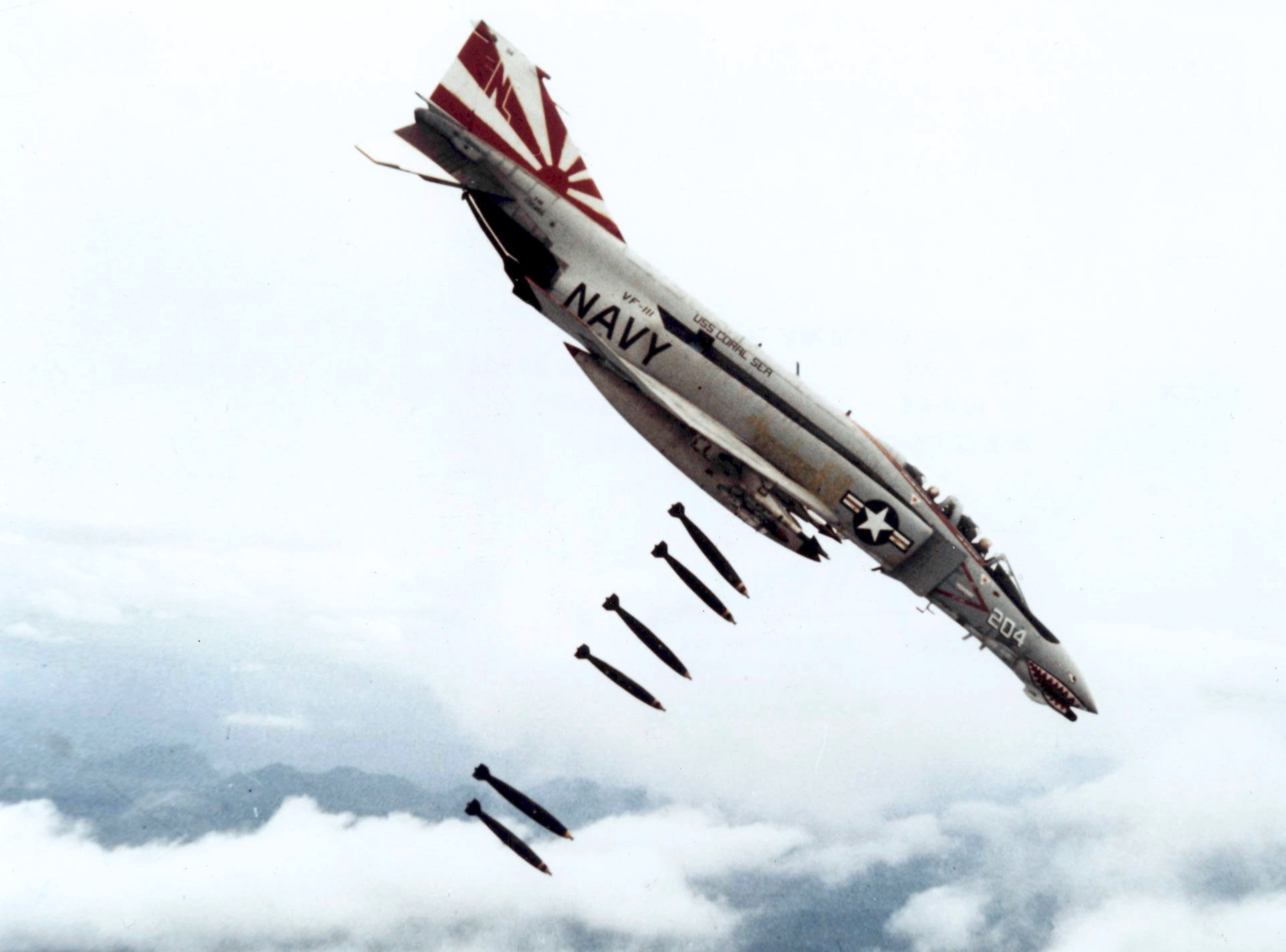
Letoun F-4B z letky VF-111 US Navy shazuje pumy nad Vietnamem v roce 1971.

30. prosince 1960 se letka VF-121 „Peacemakers“ na námořní letecké základně Miramar stala první letkou US Navy, která byla vybavena letouny F4H-1F (F-4A). Letka VF-74 „Bedevilers“ na námořní letecké základně Oceana se stala v říjnu 1961 první operačně nasaditelnou letkou Phantomů amerického námořnictva poté, co byla 8. července 1961 vybavena letouny F4H-1 (F-4B). Její Phantomy vykonaly svou první palubní službu mezi srpnem 1962 a březnem 1963 na palubě letadlové lodi USS Forrestal (CV-59). Druhou nasaditelnou letkou americké atlantické flotily se stala letka letounů F-4B VF-102 „Diamondbacks“, která byla okamžitě po dodání nových letounů dodána k testování na palubě letadlové lodi USS Enterprise (CVN-65). První operačně nasaditelnou letkou pacifické flotily amerického námořnictva se stala letka VF-114 „Aardvarks“ vybavená letouny F-4B, která začala od září 1962 působit z paluby letadlové lodi USS Kitty Hawk (CV-63). V té době vrcholila kubánská raketová krize, a proto byly třetí bojeschopná letka atlantické flotily VF-41 „Black Aces“ převelena na Floridu na námořní leteckou základnu Key West, přičemž letky na lodích USS Enterprise a USS Independence prováděly blokádu Kuby.
V době incidentu v Tonkinském zálivu bylo 13 z 31 nasaditelných letek US Navy vybaveno tímto novým typem letounu. F-4B z letadlové lodi USS Constellation (CV-64) provedly první bojový let ve válce ve Vietnamu 5. srpna 1964, když doprovázely bombardéry v rámci operace Pierce Arrow. Prvního vzdušného vítězství, které nebylo pro obavy z čínské reakce potvrzeno, dosáhl letoun F-4B z letky VF-96 „Fighting Falcons“ (pilot poručík Terence M. Murphy, RIO podporučík Ronald Fegan) 9. dubna 1965, když sestřelili čínský MiG-17. Jejich letoun byl následně sestřelen zřejmě střelou AIM-7 Sparrow, kterou vypálil jeden z vlastních letounů. Dodnes se vede spor o to, zda letoun sestřelil palbou kanónů MiG nebo, jak naznačují zprávy z nepřátelské strany, vlastní raketa jednoho z křídel Murphyho a Fegana. 17. června 1965 F-4B letky VF-21 „Freelancers“ (posádka fregatní kapitán Louis Page a poručík John C. Smith) oficiálně sestřelil první severovietnamský MiG ve válce.
Dne 10. května 1972 poručík Randall H. Cunningham a poručík William P. Driscoll létající na F-4J, volací znak Showtime 100, sestřelili tři letouny MiG-17 a tím se stali prvními americkými leteckými esy ve vietnamském konfliktu. V té době se věřilo, že jejich páté vítězství bylo nad severovietnamským esem, kterým byl plukovník Nguyen Toon. Existence této postavy je dnes zpochybňována. Při zpátečním letu byl Phantom poškozen nepřátelskou protiletadlovou střelou. Aby se vyhnuli zajetí, pokračoval Cunningham a Driscoll v letu s hořícím letounem, přičemž k řízení používali jen směrové kormidlo (použití klasického řízení bylo pro jeho poškození nemožné), aby se následně katapultovali nad mořem.

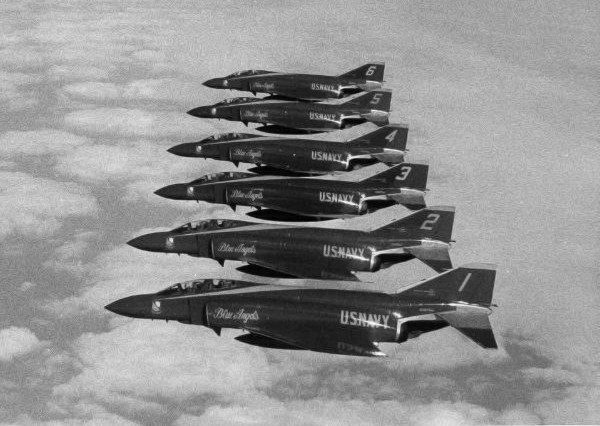
Předváděcí letka „Blue Angels“ na strojích F-4J, 1969–74.

Během války ve Vietnamu používalo US Navy letouny F-4B, F-4J a F-4N. Posádky těchto letounů si nárokují 57 vítězství ve vzdušných soubojích při vlastní ztrátě 71 Phantomů v boji (5 sestřelili nepřátelské letouny, 13 protiletecké řízené střely a 53 palba protileteckého dělostřelectva a ručních zbraní). Dalších 54 Phantomů bylo ztraceno při nehodách.
Již na konci války ve Vietnamu začaly letouny F-14A Tomcat postupně nahrazovat letouny F-4B a F-4J mimo menších letadlových lodí (Midway, Franklin D. Roosevelt a Coral Sea), které byly vyzbrojeny Phantomy verze F-4N a F-4S. Do roku 1983 byly všechny letouny F-4N kompletně nahrazeny letouny F-14 Tomcat a v roce 1986 byly poslední F-4S nahrazeny letouny F/A-18 Hornet. 24. března 1986 se letouny F-4S letky VF-151 „Vigilantes“ staly posledními aktivními letouny Phantom, které vzlétly z paluby letadlové lodi (USS Midway (CV-41)).
U leteckých záloh US Navy začaly letouny působit v roce 1969. Postupně byly vytvořeny čtyři letky námořních leteckých záloh vyzbrojené letouny Phantom. 18. října 1986 letouny F-4S záložní letky VF-202 „Superheats“ provedli poslední přistání na palubě letadlové lodi USS America (CV-66). V roce 1987 byly poslední letouny F-4S sloužící u námořních leteckých rezerv nahrazeny letouny F-14A. Námořní letecké zkušební středisko (NATC) a Námořní škola zkušebních pilotů (NTPS) na námořní letecké základně Patuxent River používaly letouny až do roku 1988. Jednotlivé kusy sloužily v experimentálních rolích v různých zkušebních střediscích. Posledními Phantomy sloužící v rámci US Navy byly stroje verze QF-4, které sloužily jako bezpilotní cíle používané v Tichomořském zkušebním středisku řízených střel (Pacific Missile Test Center) na námořní letecké základně Point Mugu a v Námořním výzbrojním středisku (Naval Weapons Center) v China Lake. Tyto stroje byly vyřazeny v roce 2004. Předváděcí tým US Navy „Blue Angels“ používal stroje F-4J od roku 1969 do roku 1974.

### Námořní pěchota (United States Marine Corps)

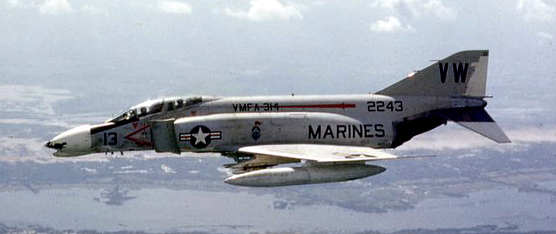
Letoun F-4B letky VMFA-314 „Black Knights (Černí rytíři) USMC“

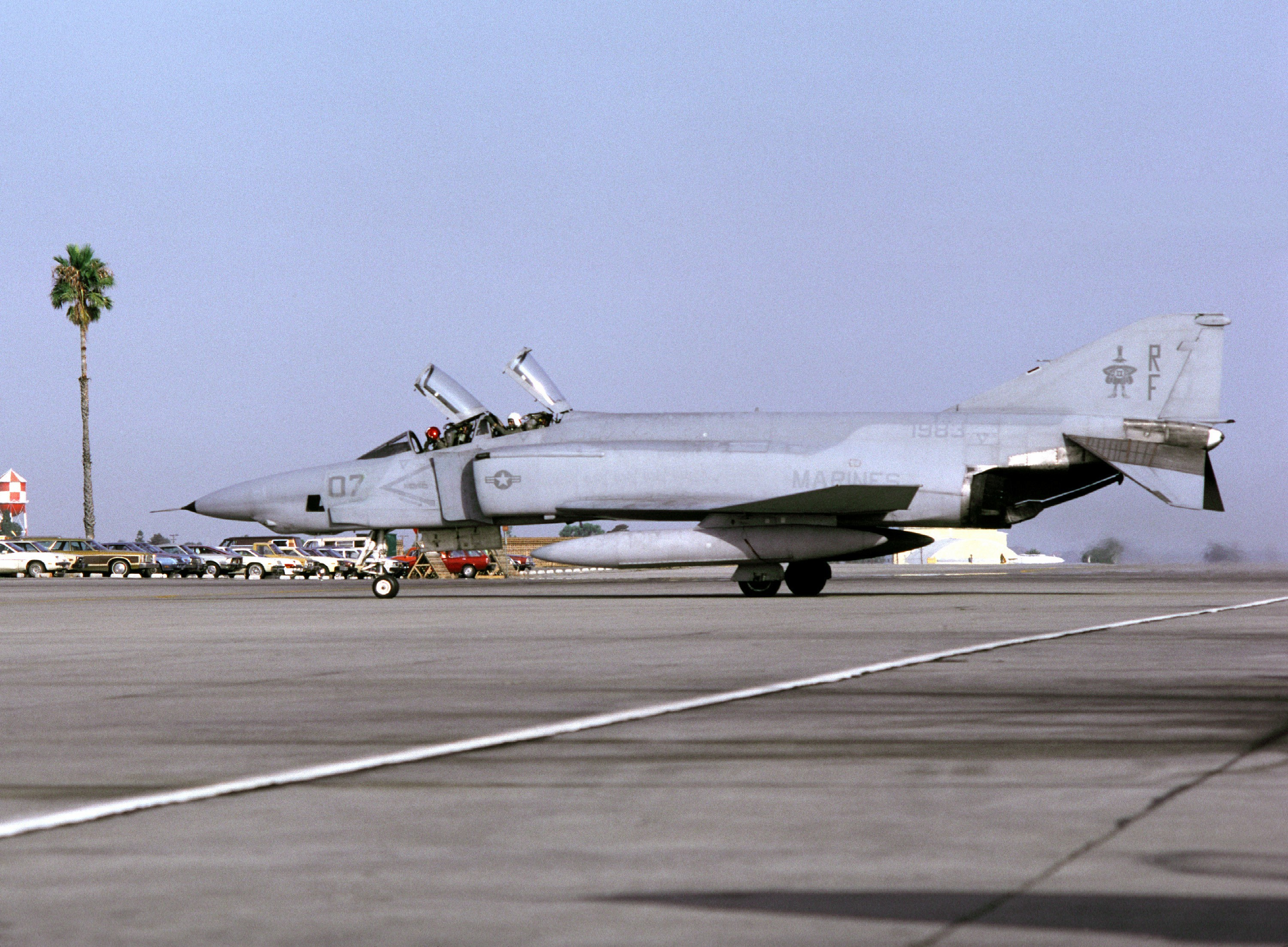
RF-4B sloužící u USMC, rok 1982

Námořní pěchota obdržela první stroje F-4B v červnu 1962. Letka VMFA-314 „Black Knights“ na letecké základně námořní pěchoty Cherry Point se stala první operační jednotkou. Jako doplněk k útočným variantám námořní pěchota používala rovněž stroje RF-4B pro taktický průzkum. První z nich byly dodány v roce 1965 na základnu El Toro v Kalifornii.
Letouny Phantom námořní pěchoty (letka VMFA-531) přilétly do Vietnamu na základnu Danang 10. dubna 1965. Letouny působily z pozemních leteckých základen Da Nang a Chu Lai ve Vietnamu. Nějaký čas působily i z Japonska a z thajské letecké základny Nam Phong. Letouny USMC poskytovaly podporu pozemním silám námořní pěchoty a podnikaly nálety i na důležité pozemní cíle. Piloti F-4 námořní pěchoty si nárokují tři sestřelené MiGy (dva při letech smíšených posádek) přičemž ztratili 72 letounů v boji (1 sestřelen MiGem, 65 palbou protileteckých zbraní a 6 na zemi při útocích na základny) a 23 při nehodách.
Letouny F-4 začaly být postupně nahrazovány letouny F/A-18A. Poslední letkou, která na jaře 1989 přezbrojila z letounů F-4 na nový typ byla letka VMFA-134 na základně El Toro v Kalifornii. U leteckých záloh námořní pěchoty letouny působily od prosince 1973 do roku 1991.

### Letectvo Spojených států (USAF)

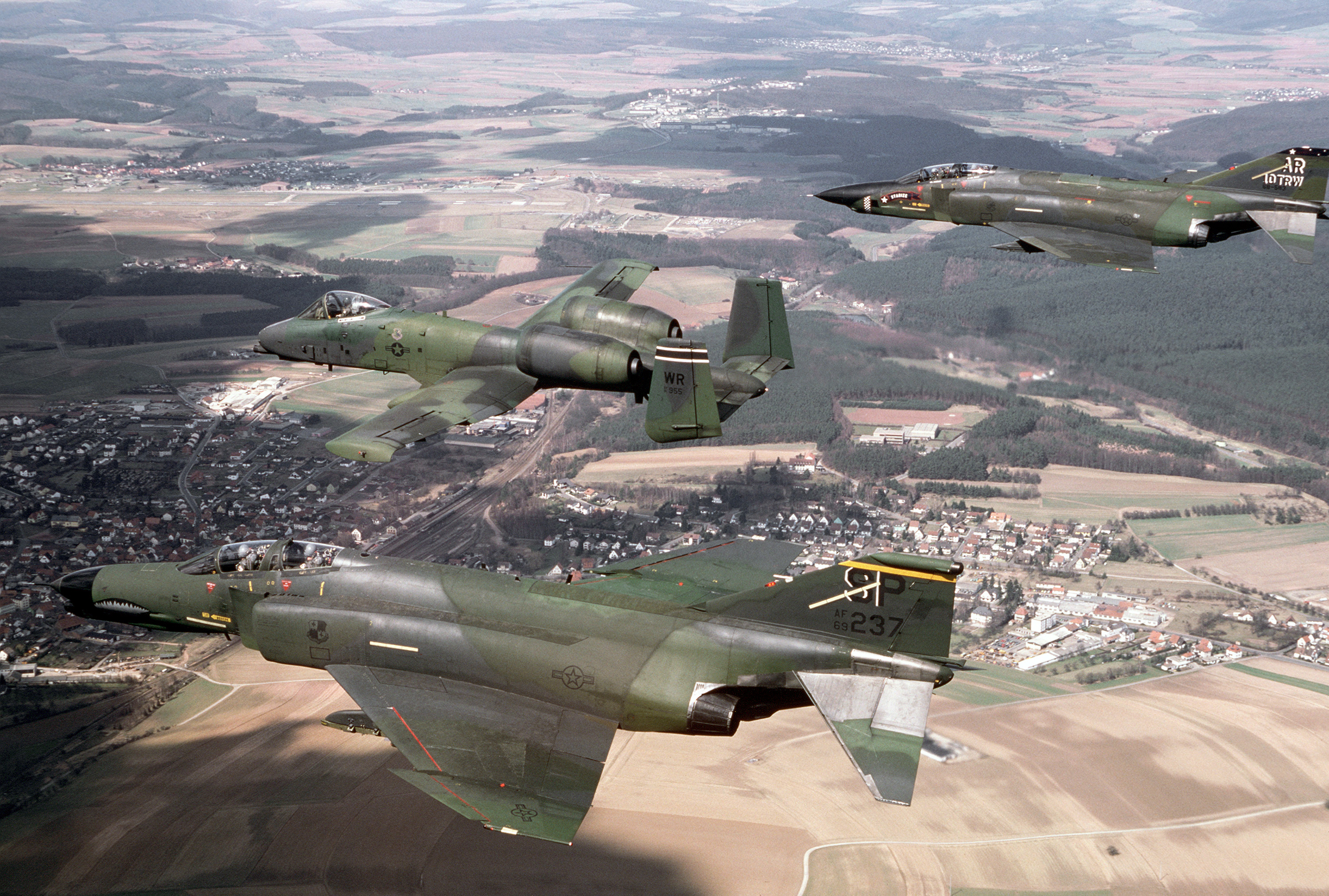
Letouny F-4G, A-10A a RF-4C letectva Spojených států v Evropě (USAFE) v roce 1987.

| Typ    | Zbraň/Taktika    | MiG-17 | MiG-19 | MiG-21 | Celkem |
| ------ | ---------------- | ------ | ------ | ------ | ------ |
| F-4C   | AIM-7 Sparrow    | 4      | 0      | 10     | 14     |
|        | AIM-9 Sidewinder | 12     | 0      | 10     | 22     |
|        | 20mm kanón       | 3      | 0      | 1      | 4      |
|        | Manévrování      | 2      | 0      | 0      | 2      |
| F-4D   | AIM-4 Falcon     | 4      | 0      | 1      | 5      |
|        | AIM-7 Sparrow    | 4      | 2      | 20     | 26     |
|        | AIM-9 Sidewinder | 0      | 2      | 3      | 5      |
|        | 20mm kanón       | 4,5    | 0      | 2      | 6,5    |
|        | Manévrování      | 0      | 0      | 2      | 2      |
| F-4E   | AIM-7 Sparrow    | 0      | 2      | 8      | 10     |
|        | AIM-9 Sidewinder | 0      | 0      | 4      | 4      |
|        | AIM-9+20mm kanón | 0      | 0      | 1      | 1      |
|        | 20mm kanón       | 0      | 1      | 4      | 5      |
|        | Manévrování      | 0      | 1      | 0      | 1      |
| Celkem |                  | 33,5   | 8      | 66     | 107,5  |

Před přijetím jednotného značení v roce 1962 byl letoun F-4 označován v rámci USAF označením F-110 Spectre. USAF rychle přijalo původně námořní letoun a stalo se největším uživatelem Phantomů. První Phantomy F-4C, které náležely k 555. taktické stíhací letce „Triple Nickel“, přilétly do jihovýchodní Asie v prosinci 1964. Od roku 1965 používalo letectvo letouny F-4C vybavené kamerami pro záznam startů kosmických letů.
Dne 10. června 1965 letouny F-4C náležející k 45. taktické stíhací letce (posádky: kapitáni Kenneth E. Holcombe a Arthur C. Clark, a kapitáni Thomas S. Roberts a Ronald C. Anderson) s dočasným umístěním v Ubonu v Thajsku zaznamenaly první dvě vzdušná vítězství letounů USAF proti severovietnamským MiGům-17. 26. dubna 1966 letoun F-4C 480 taktické stíhací letky zaznamenal první vzdušné vítězství americké posádky nad severovietnamským letounem MiG-21. K první ztrátě Phantomu F-4C došlo 20. června 1965 a to palbou protiletadlového dělostřelectva. 24. července 1965 jiný Phantom 45. taktické stíhací letky se stal prvním americkým letounem sestřeleným řízenou protiletadlovou střelou a 5. října 1966 letoun F-4C se stal prvním proudovým americkým strojem sestřeleným střelou vzduch-vzduch vypuštěnou z letounu MiG-21.
První letadla trpěla netěsnostmi palivových nádrží v křídlech, která vyžadovala přetěsnění nádrží po každém letu a u 85 letounů byly zjištěny praskliny na vnějších křídlech. Objevily se rovněž problémy s ovládacími válci křidélek, elektrickými konektory a požáry v motorovém prostoru. Průzkumné RF-4C si odbyly svůj debut nad Vietnamem 30. října 1965, kde létaly na riskantních misích, při kterých měly vyhodnotit úspěšnost předchozího útoku. Předváděcí skupina USAF zvaná „Thunderbirds“ používala stroje F-4E od roku 1969 do roku 1974.

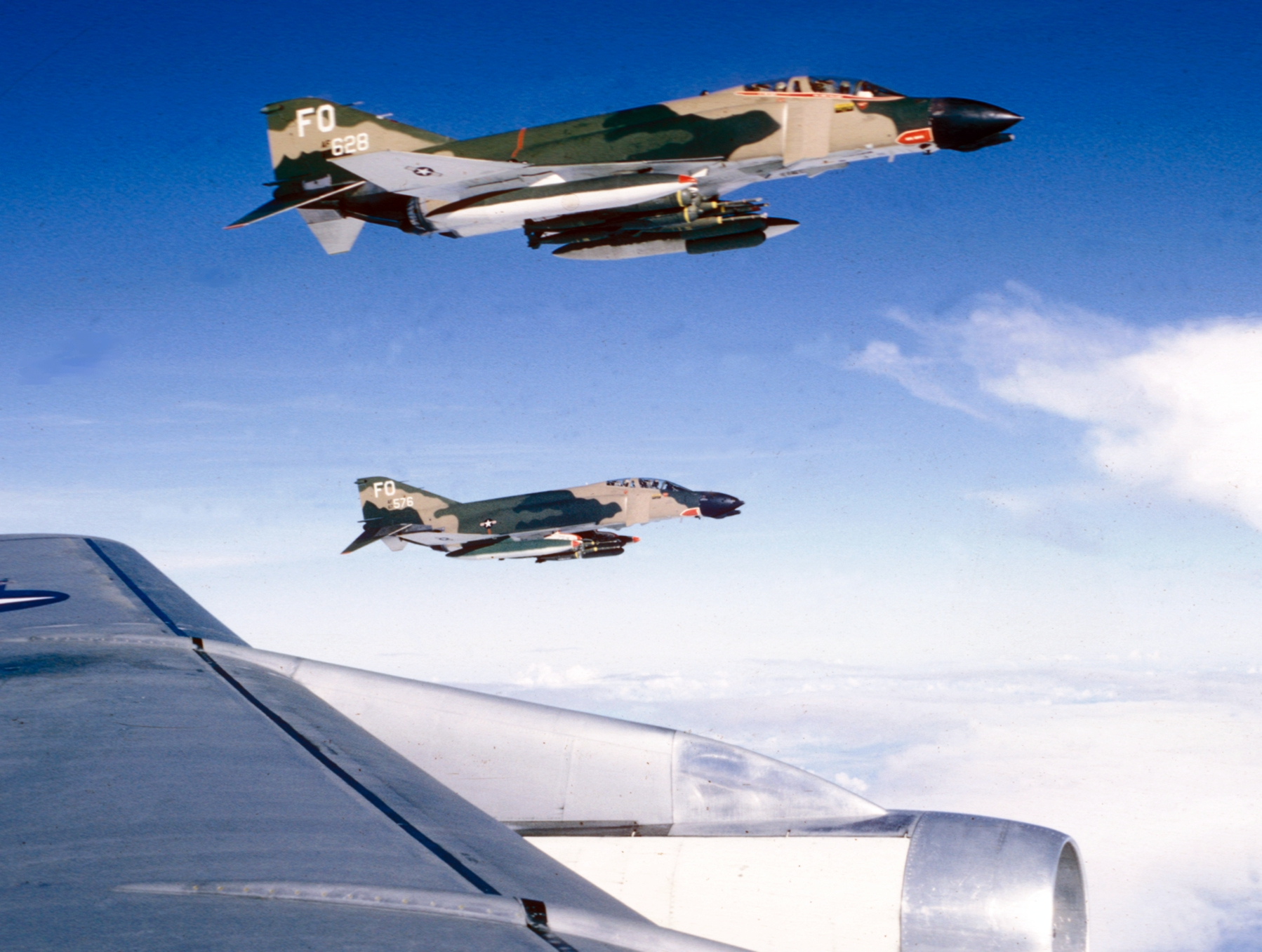
Letoun F-4D 435. taktické stíhací letky nad Vietnamem.

Letoun F-4C byl vlastně totožný se strojem námořnictva F-4B vybavený střelami AIM-9 Sidewinder, avšak letectvem objednané stroje F-4D, které začaly přicházet v červnu 1967, byly vybaveny střelami AIM-4 Falcon. Avšak střely Falcon, podobně jako jejich předchůdce, byly navrženy k sestřelování přímo a vodorovně letících bombardérů. Proti obratným stíhačkám se prokázaly jako téměř neúčinné. Nakonec se letouny F-4D vrátily k používání střel Sidewinder v rámci programu „Rivet Haste“ na začátku roku 1968 a od roku 1972 začaly být používány střely AIM-7E-2 „Dogfight Sparrow“. Podobně jako ostatní Phantomy létající ve válce ve Vietnamu byly letouny F-4D urychleně vybaveny anténami na detekci sovětských řízených protileteckých střel SA-2.
Od počátku svého nasazení v jihovýchodní Asii letouny F-4C vojenského letectva plnily role dvě role – vybojování převahy ve vzduchu a útoky na pozemní cíle. Při útocích na pozemní cíle jednak podporovaly pozemní jednotky v Jižním Vietnamu, ale prováděly i bombardování cílů v Severním Vietnamu a v Laosu. Jejich bombardovací role vzrůstala se zvyšujícími se ztrátami letounů Republic F-105 Thunderchief a od listopadu 1970 (po stažení posledního letounu F-105 z boje) se stal hlavním stíhacím bombardérem USAF ve Vietnamu. V říjnu 1972 byla do Thajska přemístěna první letka letounů EF-4C Wild Weasel (Divoké lasičky) s výbavou pro umlčování nepřátelské protivzdušné obrany. Označení "E" v názvu bylo později odstraněno a letouny byly známé pod jednoduchým označením F-4C Wild Weasel.
Šestnáct letek Phantomů bylo v oblasti trvale rozmístěno mezi roky 1965 a 1973. Sedmnáct dalších letek bylo do oblasti umísťováno dočasně. Vrcholného počtu dosáhly v Jihovýchodní Asii letouny F-4 v roce 1972, kdy jich bylo jen v Thajsku umístěno 353. USAF ztratilo ve válce ve Vietnamu 442 Phantomů (mimo letounů RF-4), z toho 370 v boji. Z tohoto počtu bylo 193 ztraceno nad Severním Vietnamem (33 strojů sestřelili MiGy, 30 protiletecké řízené střely, 307 palba protileteckých zbraní, 9 zničeno na zemi a 63 při nehodách).
Letouny RF-4C působily ve Vietnamu v rámci čtyř letek. Ve válce utrpěly ztráty 83 strojů, z toho 72 v boji (7 protiletecké střely, 65 palba protileteckých zbraní, 4 na zemi a 7 při nehodách) a z nich 38 nad Severním Vietnamem. Během války ve Vietnamu USAF ztratilo celkem 525 letounů F-4 a RF-4C Phantom. Když k těmto ztrátám přičteme stroje ztracené námořnictvem a námořní pěchotou zjistíme, že USA ztratily ve válce ve Vietnamu téměř 750 strojů Phantom.
28. srpna 1972 se kapitán Richard S. Ritchie stal prvním leteckým esem v rámci USAF v této válce. 9. září 1972 se kapitán Charles B. DeBellevue (létající jako WSO) stal americkým esem s největším počtem sestřelů po dosažení šestého vítězství a kapitán Jeffrey S. Feinstein (WSO) se stal posledním leteckým esem ve válce ve Vietnamu 13. října 1972. Letouny USAF F-4C/D/E si nárokují sestřelení 107,5 strojů MiG v jihovýchodní Asii (50 střelou Sparrow, 31 střelou Sidewinder, 5 střelou Falcon, 15,5 leteckým kanónem a šest jiným způsobem). Poslední bojové lety strojů F-4 ve válce ve Vietnamu byly provedeny 15. srpna 1973.
V roce 1975 začaly k letectvu přicházet stroje F-15 Eagle a od roku 1979 letouny F-16 Fighting Falcon. Do roku 1992 došlo k přezbrojení všech letek po celém světě. Ve službě zůstaly jen letouny verze F-4G Advanced Wild Weasel (Divoké lasičky k umlčování PVO), které vystřídaly v roce 1979 letouny F-4C Wild Weasel.
15. srpna 1990 bylo umístěno 24 letounů F-4G Wild Weasel V a šest letounů RF-4C do Bahrajnu na základnu Šajch Ísá, aby se mohly účastnit operace Pouštní bouře. Dalších 12 letounů F-4G bylo 16. ledna 1991 umístěno na tureckou základnu Incirlik. Letouny F-4G byly jedinými stroji ve výbavě USAF, které nesly výbavu na potlačování nepřátelské protivzdušné obrany (SEAD), a byly tudíž životně nezbytné pro ochranu spojeneckých letounů před propracovanou iráckou protivzdušnou obranou. Letouny RF-4C, které do oblasti vyslala národní garda státu Alabama, zase byly jedinými letouny vybavené do strany snímající kamerou velmi dlouhého dosahu KS-127 LOROP, a byly proto využívány při různých průzkumných misích podél hranic. Letouny F-4G působily ve spolupráci s letouny F-16 tak úspěšně, že i po válce byla zachována jedna letka F-4G. Navzdory tomu, že na mise létaly téměř denně, byl pouze jeden letoun RF-4C ztracen při smrtelné nehodě. Další RF-4C byl ztracen těsně po válce. Také byl ztracen v boji jeden F-4G, když nepřátelská palba poškodila jeho palivové nádrže. Hořící letoun se ale dostal do blízkosti přátelské základny. Po válce tyto letouny hlídkovaly nad jižním Irákem, kde hlídaly dodržování bezletové zóny nad tímto územím.
V rámci leteckých záloh USAF (AFRES) působily stroje Phantom od roku 1980 až do roku 1991, kdy byly poslední letky přezbrojeny na letouny F-16.
31. ledna 1972 se 170. taktická stíhací letka Národní letecké gardy státu Illinois stala první jednotkou národní gardy USA, která byla vybavena letouny F-4C poté, co její letouny F-84F Thunderstreak začaly mít problémy s korozí. Ještě předtím v únoru 1971 dostala národní garda státu Alabama stroje RF-4C. Phantomy F-4 sloužily u letecké národní gardy až do 31. března 1990, kdy byl poslední z nich nahrazen letouny F-16 Fighting Falcon.
Poslední Phantomy USAF F-4G Wild Weasel V z 561. stíhací letky byly vyřazeny 26. března 1996. Poslední operační let letounu F-4G Wild Weasel z 190. stíhací letky letecké národní gardy státu Idaho se uskutečnil v dubnu 1996.
Podobně jako u námořnictva, i letectvo používalo upravené letouny na verzi QF-4 jako bezpilotní cvičné cíle v rámci 82. letky vzdušných cílů. Očekává se, že letouny F-4 zůstanou v této roli u letky až do let 2013/2014. Několik letounů QF-4 je provedeno v historických barvách a o víkendech jsou vystaveny, zatímco přes týden slouží v roli cvičných cílů. I z této role byl typ oficiálně vyřazen 21. prosince 2016.

### Austrálie
Královské australské letectvo (RAAF) si pronajímalo 24 letounů USAF F-4E od roku 1970 do roku 1973, zatímco čekalo na dodání objednaných letounů General Dynamics F-111C. Byly tak dobře přijaty, že se jeden čas uvažovalo o jejich trvalém přijetí místo letounů F-111. Nakonec však byly vráceny k velkému zklamání společnosti McDonnell, která dokonce nabízela i zástavbu motorů SNECMA Atar 9, které RAAF používalo na strojích Mirage III. Letouny operovaly ze základny RAAF Amberley. Do Spojených států se vrátilo jen 23 letounů, protože jeden byl zničen při letecké nehodě.

### Egypt
Po uzavření egyptsko-izraelského míru v Camp Davidu, byl Egypt odříznut od vojenské pomoci ostatních arabských států i od dodávek sovětské výzbroje. Proto v roce 1979 egyptské letectvo zakoupilo od USAF 35 použitých letounů F-4E spolu se značným počtem raket Sparrow, Sidewinder a Maverick za 594 miliónů dolarů. Dalších sedm bývalých strojů USAF bylo pořízeno v roce 1988. Koncem 90. let 20. století byly tři stroje zničeny, ale byly nahrazeny dalšími třemi letouny.

### Německo

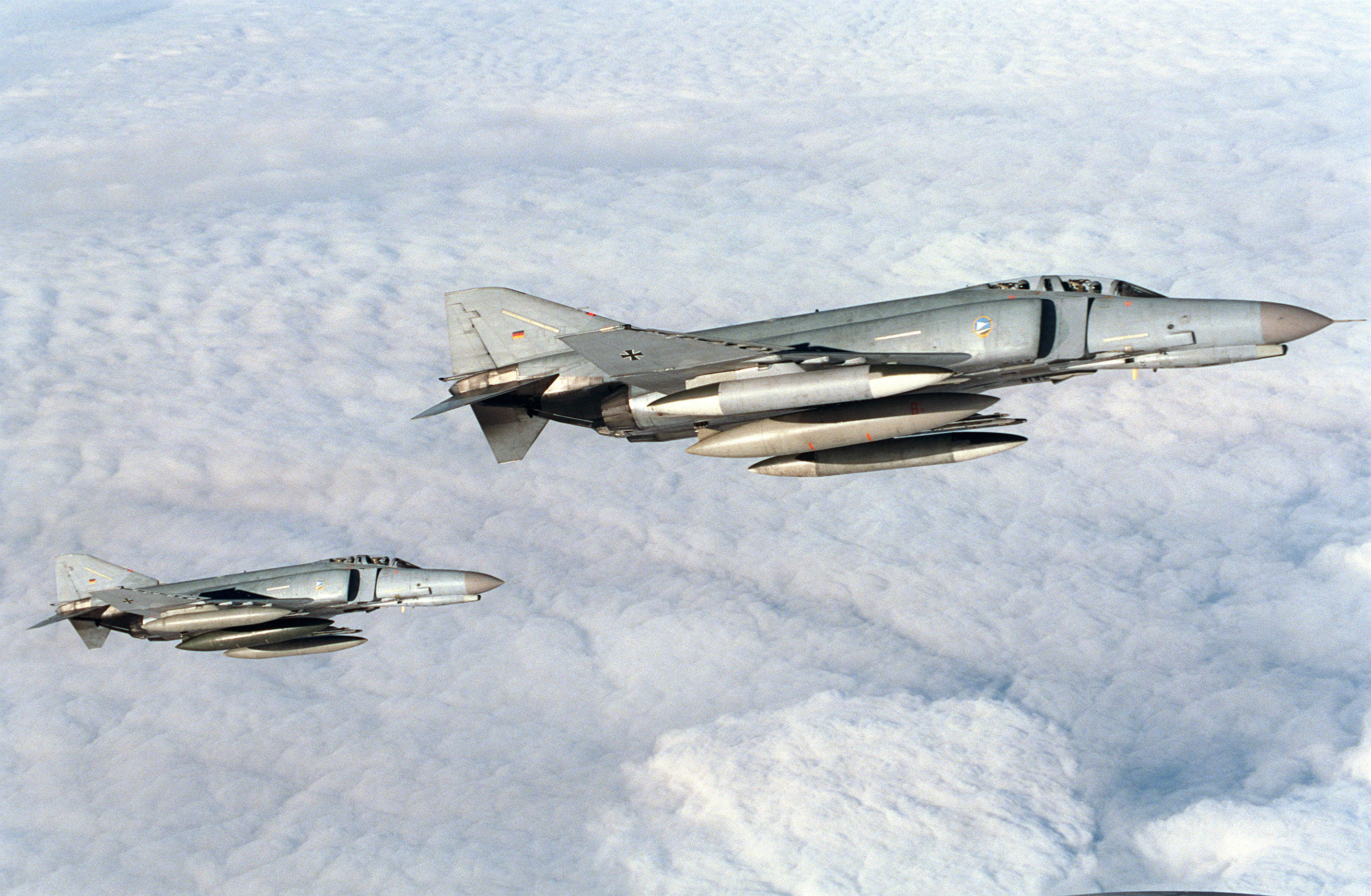
F-4F JG 74 německé Luftwaffe v lednu 1998

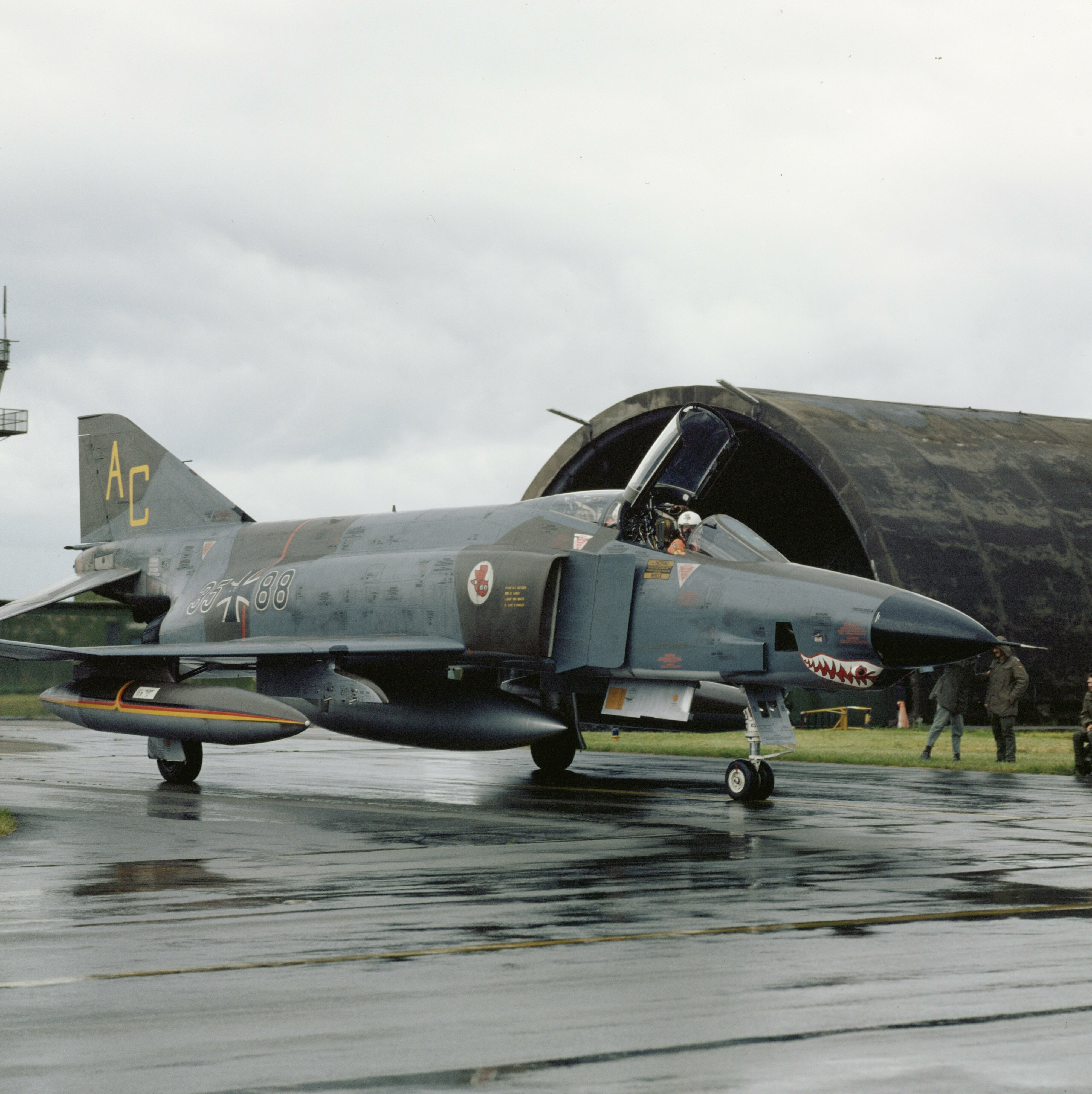
Západoněmecký RF-4E Phantom II roku 1980.

Německá Luftwaffe nejprve objednala v roce 1969 průzkumné stroje RF-4E, kterých od ledna 1971 obdržela celkem 88. V roce 1982 byly původně neozbrojené letouny RF-4E upraveny tak, aby mohly být případně použity proti pozemním cílům. Letouny byly vyřazeny v roce 1994.
V roce 1973 Luftwaffe zakoupila odlehčené a zjednodušené letouny verze F-4F, které byly dále vylepšeny v polovině 80. let 20. století. Německo dále vlastnilo 24 letounů F-4F, které operovaly v rámci 49. taktického stíhacího křídla USAF na letecké základně Holloman AFB, kde sloužily k výcviku německých pilotů až do roku 2002. V roce 1975 Německo rovněž obdrželo 10 letounů F-4E pro výcvik ve Spojených státech. Na konci 90. let byly tyto letouny staženy ze služby a nahrazeny letouny F-4F. V roce 1983 Německo zahájilo program vylepšení letounů pod názvem "ICE" (Improved Combat Efficiency). Celkem 110 letounů F-4F ICE vstoupilo do služby v roce 1992 a očekávalo se, že budou sloužit až do roku 2012. Všechny německé letouny F-4 dosloužily na základně Wittmund v severním Německu. Poslední stroje F-4F vyřadilo německé letectvo 29. července 2013. Německé Phantomy od počátku své služby od 31. srpna 1973 až do vyřazení nalétaly 279 000 hodin.

### Řecko
V roce 1971 řecké vojenské letectvo objednalo nové letouny F-4E Phantom, jejichž dodávky začaly v roce 1974. Na počátku 90. let 20. století řecké letectvo obdrželo další letouny RF-4E a F-4E od Německa a americké letecké národní gardy.
V návaznosti na úspěšný německý program ICE, obdržela 11. srpna 1997 německá společnost Daimler Chrysler Aerospace objednávku na úpravu 39 letounů do podobného standardu pod názvem Peace Icarus 2000.

### Írán

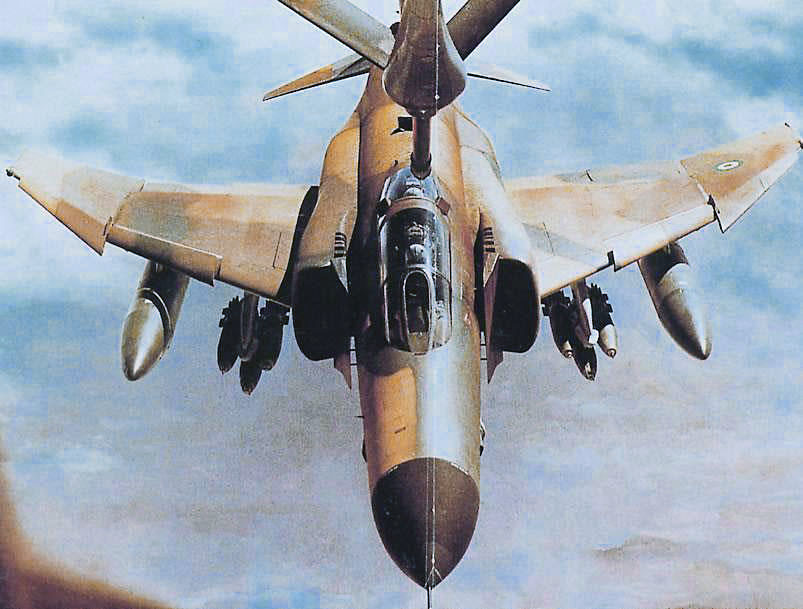
Íránský Phantom během tankování za letu

V 60. a 70. letech 20. století Spojeným státům přátelsky nakloněná íránská vláda zakoupila 225 letounů F-4D (32 ks), F-4E (177 ks) a RF-4E (16 ks). Imperiální íránské letectvo ztratilo jeden RF-4C při provádění elektronického zpravodajství proti Sovětskému svazu poté, co do letounu úmyslně narazil MiG-21. Letouny F-4D byly v roce 1975 použity k útokům na pozemní cíle při akcích proti povstalcům v Ománu. Během těchto akcí byl jeden z nich sestřelen palbou ze země.
Po pádu šáha se situace dramaticky změnila. Spojené státy uvalily na Írán embargo, a tím odřízly Phantomy od dodávek náhradních dílů. Navíc mnoho pilotů a pozemního personálu odešlo do exilu nebo odešlo z armády. To citelně oslabilo bojeschopnost íránských Phantomů, které byly nějakou dobu bez součástek, školených pilotů a pozemního personálu. Podle tajné dohody z poloviny 80. let 20. století dle hesla „zbraně za rukojmí“, prodala vláda USA do Íránu nejméně 23 bývalých strojů USAF F-4E i s náhradními díly přes Paraguay (Aféra Írán-Contras).
V rámci letectva Íránské islámské republiky Phantomy aktivně sloužily během války mezi Íránem a Irákem v 80. letech 20. století a značný počet je udržován i nadále v provozu díky dílům vyráběným íránským leteckým průmyslem. Letouny zřejmě mohou nést ruskou, čínskou a íránskou výzbroj. V roce 1988 se jich několik účastnilo útoků na tankery v Perském zálivu.

### Izrael

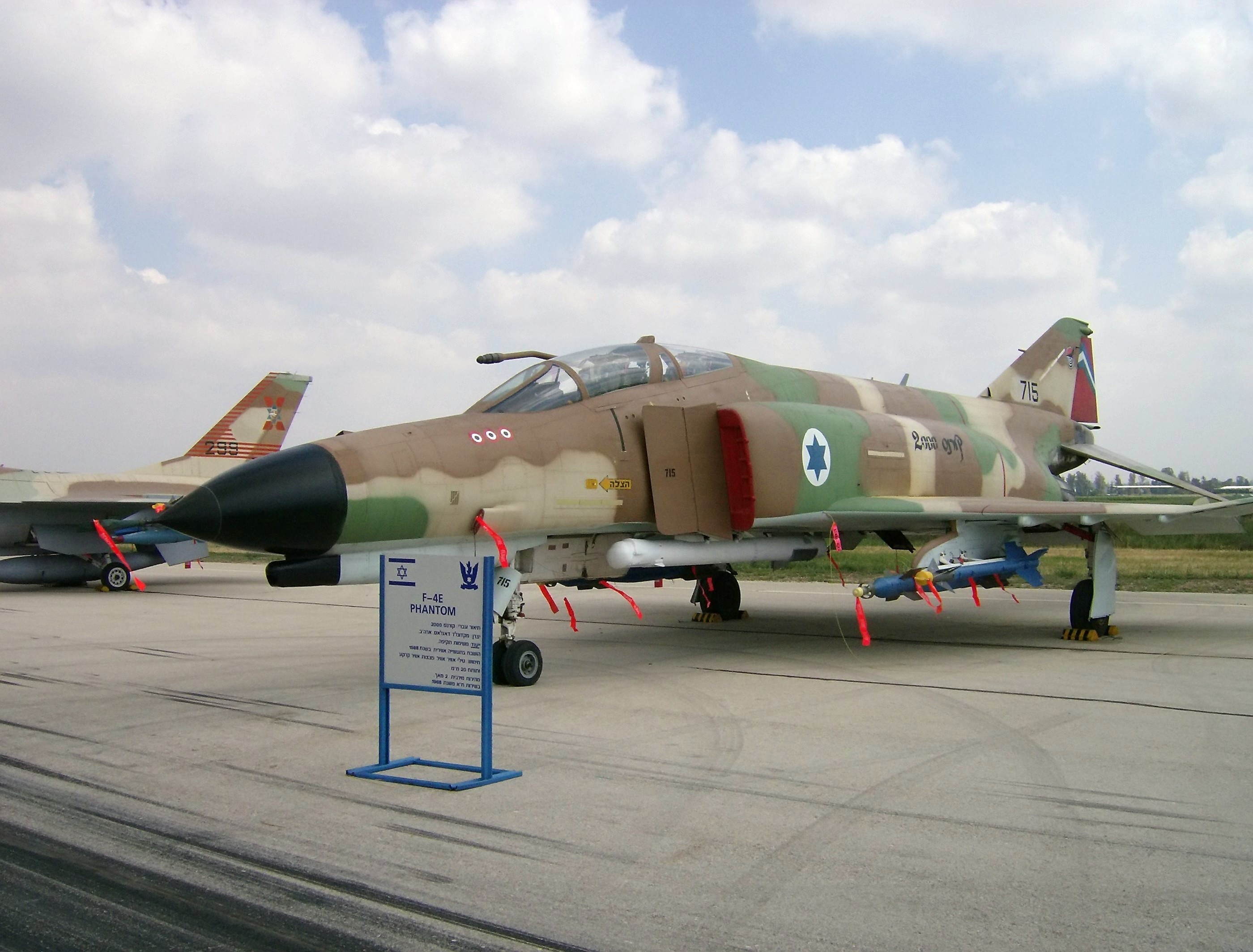
F-4E IDF/AF

Izraelské vojenské letectvo Chel Ha´Avir patřilo k největším zahraničním odběratelům Phantomů. Izraelští piloti létali jak na nových strojích, tak na vyřazených letounech USAF. Bylo vytvořeno rovněž několik jednorázových speciálních průzkumných variant. První letouny F-4E, přezdívané "Kurnass" (Těžké kladivo), a RF-4E, přezdívané "Orev" (Havran), byly dodány v září 1969. První jednotka jimi vyzbrojená byla 201. tajeset „Achat“ na základně Chacor jižně od Tel Avivu pod velením majora Shmuel Chetze.
Izraelské Phantomy zažily rozsáhlé akce během arabsko-izraelských válek, hlavně během jomkipurské války. Poprvé se zapojil do bojů v rámci takzvané „opotřebovací války“. 4. října 1969 dva letouny F-4E v rámci operace Helem letěly nízko nad Káhirou, poté zapojily přídavné spalování a nad rezidencí egyptského prezidenta Násira překročily rychlost zvuku. Zvuková vlna vyrazila okna v širokém okolí. To bylo pro Egypťany velké ponížení, na které reagovali nasazením nových MiGů-21 a střel SAM na začátku roku 1970.
Postupné dodávky nových Phantomů II umožnily 23. října 1969 zformovat druhou jimi vyzbrojenou peruť, kterou se stala 69. tajeset „Patishim“ na základně Ramat David pod velením Avihu Ben-Nuna. O první sestřel egyptského MiGu-21 se postarala osádka kapitána Ehuda Chankina a majora Eyal Achikara ze 69. tajeset již 11. listopadu 1969 na stroji číslo 608. Prvním ztraceným Phantomem II se stal 17. listopadu 1969 F-4E číslo 604 při útoku na radarovou stanici v Jordánsku. Pozemní protiletadlovou palbou poškozený stroj se podařilo E. Chankinovi dotáhnout nad Izraelci ovládané území, kde se společně s operátorem Shaulem Levim katapultovali. Operačního statusu dosáhla 69. tajeset 28. listopadu, kdy se zúčastnila úderů proti postavení egyptských raket S-75.
Od počátku ledna do 13. dubna 1970 se Kurnassy IDF/AF účastnily jednadvaceti operací Pricha proti cílům v hloubce egyptského území s cílem rozvrácení systému protivzdušné obrany. 8. února při operaci Pricha 8 sestřelila osádka poručíka Aviam Sela-Shabtai a Ben-Sho’ a egyptský MiG-21. Do konce března pak izraelští piloti Phantomů II dosáhli ještě tří sestřelů egyptských „jednadvacítek“. Během operací Pricha byl ztracen jeden Phantom.
25. května 1970 pronikly do izraelského vzdušného prostoru nad Sinajem dva bombardéry Iljušin Il-28. První byl ihned sestřelen izraelským letounem Mirage IIICJ, druhý padl za oběť raketě AIM-7 Sparrow, kterou vypustil z F-4E velitel 201. tajeset Shmuel Chetz.
V polovině května 1970 se šest Kurnassů z 201. a šest z 69. tajeset zúčastnilo útoku na přístav Ras Banas, kde potopily torpédoborec Al Quaher, raketový člun a vyloďovací člun. 30. června obě perutě ztratily dva Phantomy II při útoku na postavení raket S-75. Osádka Kurnassu ze 69. tajeset Roni Harpaz a Eyal Achikar padla do zajetí. Rovněž pilot druhého sestřeleného letounu Yitzchack Pier z 201. tajeset padl do zajetí, druhý člen osádky, zbraňový operátor David Yair byl zachráněn vrtulníkem CH-53. Další stroj 69. tajeset byl sestřelen 5. července a jeho osádka ve složení Amos Zamir a Amos Levitov byla zajata.
K dalším bojovým ztrátám izraelských Phantomů II došlo 18. července 1970 při náletu na postavení egyptských raket, kterého se účastnilo osm strojů z 201. a osm z 69. tajeset. Nové americké kontejnery pro elektronický boj nefungovaly podle očekávání, navíc na útočící Kurnassy zahájila palbu neodhalená raketová baterie. Zasažen byl letoun velitele 69. tajeset Shmuela Chetze, který zahynul, jeho navigátor Menachem Eini padl do zajetí. Druhým zasaženým strojem IDF/AF při této akci se stal Phantom II velitele 201. tajeset majora Avihu Ben-Nuna, který dokázal poškozený stroj letící na jeden motor dotáhnout na sinajskou základnu Refidim. Při nouzovém přistání přejel dráhu a zlomil příďový podvozek. Na uvolněné místo velitele 69. tajeset nastoupil Ran Ronen-Pecker.
Posledním úspěchem Phantomů II Israeli Defence Force v Opotřebovací válce se staly dva sestřely MiGů-21SM/MF 30. července 1970. Během pečlivě připravené léčky na piloty sovětského kontingentu v Egyptě, si po dvou z celkem pěti zničených MiGů připsaly osádky Kurnassů Avihu Ben Nun se Shaulem Levym a Aviam Sela s Reuvenem Reshefem. Boje však nadále pokračovaly a 4. srpna byly při útoku na postavení protiletadlových raket zasaženy další dva letouny z 201. tajeset. Osádka prvního letounu byla nucena použít katapultáž a po dopadu do egyptských pozic byl zastřelen navigátor Moshe Goldwasser, těžce zraněný pilot Yigael Shokat byl zajat. Osádka druhého Phantomu II doletěla s poškozeným strojem na základnu Refidim. 8. srpna byla Opotřebovací válka ukončena podepsáním dočasného příměří s Egyptem a 16. srpna rovněž se Sýrií.
Po ukončení bojů v létě 1970 byly dohodnuty objednávky dalších Phantomů II k nahrazení bojových ztrát. Od jednotek USAF bylo dodáno šest F-4E-42-MC, které následovalo dalších 18 F-4E-43-MC. Mimo programu dodávek byly do stavu IDF/AF zařazeny dva průzkumné RF-4C pronajaté od USAF v období srpen 1970 až březen 1971 do příchodu objednaných RF-4E. Brzy po ukončení Opotřebovací války se tak na F-4E mohla přezbrojit další peruť, kterou se stala 29. října 1970 119. tajeset „Atalef“, létající do té doby s letouny Mirage IIICJ/BJ. Jednotka byla dislokovaná na základně Ramat David.
V roce 1971 byla na Phantomy II přezbrojena 107. tajeset „Zanav Katom“ na základně Chatzerim, která je vyměnila za letouny Dassault Ouragan. Velitelem jednotky bylo jmenováno letecké eso Jiftach Spektor. V průběhu roku 1971 bylo od jednotek USAF do Izraele dodáno dalších 12 letounů F-4E-44-MC. Další Phantomy II bloků F-4E-48-MC až F-4E-52-MC byly dodány mezi dubnem 1972 a říjnem 1973. Jednalo se o 24 strojů od jednotek USAF a 18 nově vyrobených Kurnassů.
I během příměří se Phantomy II Chel Ha´Avir zapojovaly do ostrých operací na egyptských a syrských hranicích. Jako odveta za sestřelení průzkumného letounu Boeing KC-97 Stratofreighter nad Egyptem 17. září 1971, provedly izraelské Phantomy II úder na postavení egyptských protiletadlových raket za Suezským kanálem. Poprvé při této příležitosti vyzkoušely protiradarové rakety AGM-45A Shrike. V říjnu 1971 byl zasažen průzkumný RF-4E raketou 9K32 Strela-2, která však neexplodovala a na jaře 1972 se dvojice Kurnassů proletěla nadzvukovou rychlostí v malé výšce syrským vzdušným prostorem. Izraelské Phantomy II se v tomto období zúčastnily i bombardování palestinských formací v Libanonu. Tyto akce se snažilo narušit syrské letectvo, proto došlo i na letecké souboje. 9. září 1972 byly nad Golanskými výšinami sestřeleny tři Su-7 a 21. listopadu dva MiGy-21 piloty 201. tajeset, 8. ledna se o další sestřelení dvou MiGů-21 postaraly Kurnassy 119. tajeset. Jedno nepotvrzené vítězství získala i osádka RF-4E.
21. února 1973 se od své trasy z Benghází do Káhiry odklonil civilní Boeing 727-200 letu 114 Libyan Arab Airlines, který pronikl do izraelského vzdušného prostoru. Letoun nereagoval na mezinárodní signály k následování dvou zasahujících izraelských Phantomů II, které následně Boeing palbou poškodily. Při pokusu o nouzové přistání havaroval, přičemž zahynulo 110 osob.
13. září 1973 došlo nad pobřežím poblíž syrsko-libanonské hranice k souboji syrských MiGů-21 s Kurnassy ze 69., 119. a 107. tajeset, kterého se zúčastnily rovněž izraelské Mirage IIICJ. Výsledkem letecké bitvy bylo 12 sestřelených MiGů a jedna Mirage. Osádky F-4E IDF/AF si na konto připsaly šest zničených strojů nepřítele.

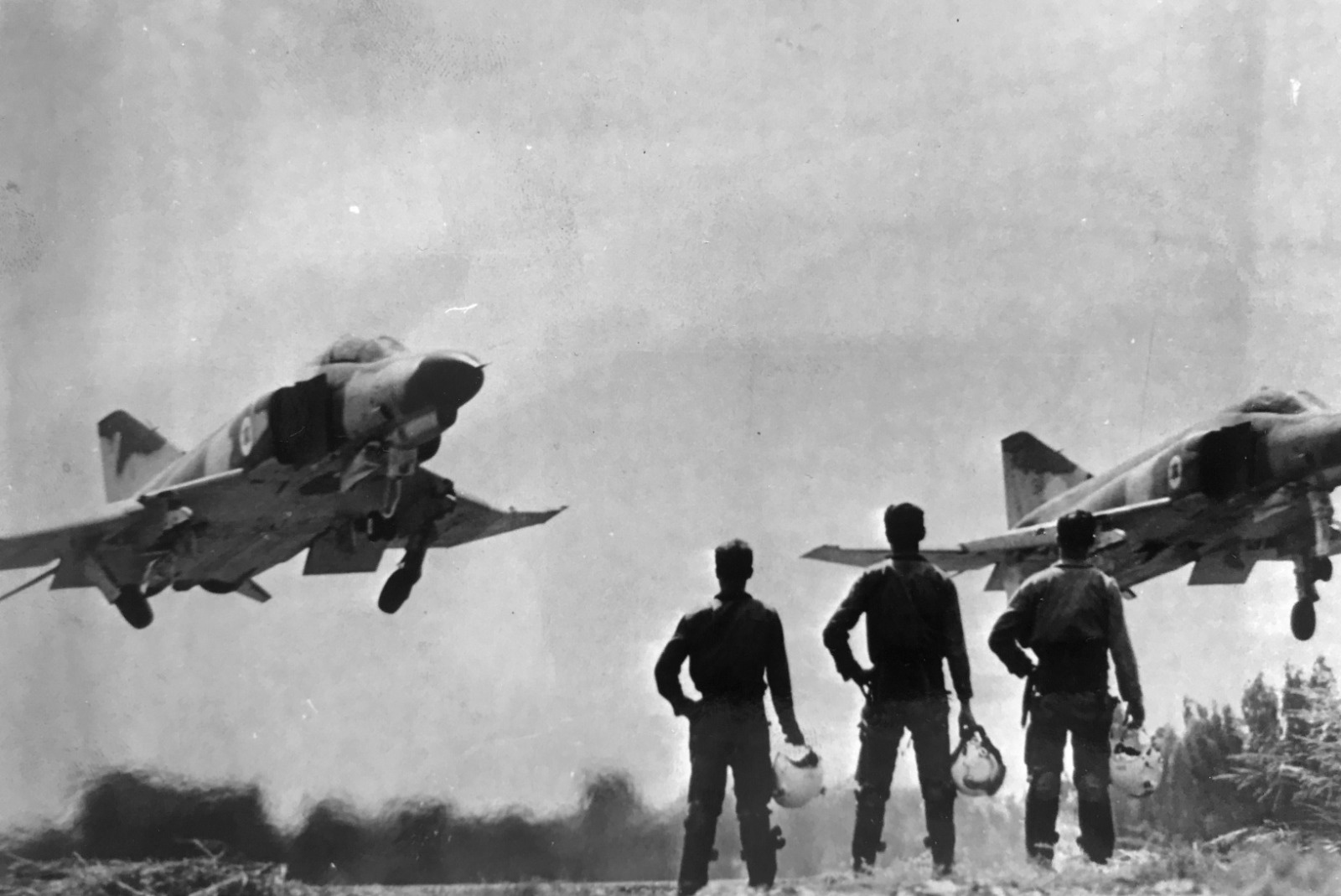
F-4E izraelského letectva při vzletu během jomkipurské války v říjnu 1973

Během jomkipurské války, započaté 6. října 1973 útokem egyptských jednotek přes Suezský průplav a syrského útoku na Golanské výšiny, Izrael ztratil nejméně 33 strojů F-4. Většina z nich byla sestřelena protiletadlovými střelami ze země. Již v odpoledních hodinách 6. října byla napadena základna Ofira na Sinaji skupinou dvaceti egyptských MiGů a Suchojů, proti kterým zasáhly dva Phantomy II ze 107. tajeset. Kapitán Amir Nachumi sestřelil čtyři letouny MiG-17, jeho číslo D. Shaki přidal další sestřelenou „sedmnáctku“ a dva MiGy-21. Současně vypustily egyptské Tu-16 nad Středozemním mořem 25 letounových střel KSR-2, z nichž tři zlikvidovaly Phantomy II, čtvrtou zničila Mirage. Na závěr prvního dne Jom Kipurské války zaútočila dvojice Kurnassů na třicet vrtulníků Mi-6 a Mi-8 přepravující výsadkové oddíly. Během patnáctiminutového boje zničil major Sholmo Egozi na F-4E (č. 151) pět Mi-8, další dva vrtulníky sestřelil Dubi Yoffe. V průběhu prvního dne bojů dosáhly Phantomy II Chel Ha´Avir celkem 22 vítězství, při ztrátě jednoho Kurnassu včetně obou členů osádky. Následující den napadly letouny izraelského letectva egyptská letiště a pozice syrských protiletadlových komplexů. Z osmi zúčastněných Kurnassů 201. tajeset, které zaútočily na syrská postavení, jich byla polovina sestřelena protiletadlovými raketami. Celkem přišlo IDF/AF 7. října o sedm strojů F-4. 8. října se izraelské Phantomy II zaměřily na základny syrského letectva a přepravu egyptských vojsk. Při těchto operacích bylo ztraceno dalších šest Kurnassů, z nichž jeden podlehl egyptskému MiGu-21MF (pilot A. Abú-Hamid).
9. října pokračovaly letecké operace také s přispěním osádek Kurnassů, kdy se podařilo zastavit útok egyptských vojsk. Na syrské frontě se IDF/AF zaměřilo na ničení strategických cílů. Významné akce se zúčastnilo po osmi Phantomech II ze 119., 107. a 69. tajeset. Jejich cílem se stal hlavní štáb syrského letectva v Damašku. Už první osmičce izraelských F-4 se podařilo zasáhnout budovu štábu, avšak dva stroje byly zasaženy. První se zřítil, přičemž pilot zahynul, operátor padl do zajetí. Druhý letoun se dokázal vrátit na základnu s hořícím motorem. Zbylé dvě formace byly navedeny na syrské obrněnce na Golanských výšinách a na libanonskou radarovou stanici.
V následujících dnech se ve vzduchu podařilo izraelskému letectvu vybojovat převahu i za cenu dalších ztrát. Při útoku Phantomů II z 201. tajeset na most u Káhiry byly na zpáteční cestě napadeny šestnáctičlennou skupinou egyptských MiGů-21, kterým se podařilo dva F-4E sestřelit. Jedna osádka zahynula, druhá padla do zajetí. Toho dne byly ztraceny další dva Kurnassy pozemní protiletadlovou palbou. Do 13. října 1973 bylo zničeno celkem 20 Phantomů II Chel Ha´Avir, další byly odepsány pro nadměrné poškození. Doplnění ztrát započalo 13. října převzetím dvojice F-4E z 57. FWW USAF, následující den to již bylo osm letounů od 4. TFW z Seymour Johnson AFB v Severní Karolíně. Další stroje této jednotky byly převzaty 15. a 16. října a celou dodávku 36 Phantomů II od USAF dokončil přílet čtrnácti F-4E od 33. TFW, které přilétly 19. října. Nejméně čtyři stroje z této dodávky pojmenované operace Nickel Grass byly ztraceny v bojích. Během devatenáctidenního konfliktu se stal nejúspěšnějším stíhačem IDF/AF Israel Baharav se 14. vítězstvími na F-4E, nejtěžší ztráty utrpěla 201. tajeset, která přišla o 13 Kurnassů.
I po skončení bojů pokračovaly sporadické operace na všech frontách. Již 9. listopadu byl při akci nad Egyptem sestřelen jeden průzkumný Phantom II (č. 198), naopak 6. prosince Kurnassu podlehl egyptský MiG-21. Po celá 70. léta zasahovaly izraelské Phantomy II proti pozicím palestinských formací v Libanonu, přičemž docházelo i ke konfrontacím se syrskými MiGy.
V roce 1974 bylo v rámci dodávky Peace Echo V dodáno 24 F-4E od jednotek USAF a 24 nově vyrobených Phantomů II, kterou doplnilo dvanáct průzkumných RF-4E. Poslední z těchto strojů převzal Izrael v listopadu 1976. Tato dodávka umožnila IDF/AF zformování poslední perutě Phantomů II, kterou se stala 105. tajeset „Akrav“ zformovaná v březnu 1975 na základně Chacor.
Na přelomu let 1975/1976 izraelské letectvo převzalo první ze tří průzkumných F-4E(S), které byly upraveny z dříve dodaných F-4E. Tyto letouny již prošly boji v říjnu 1973 a byly upraveny na nový standard ve firmě General Dynamics ve Fort Worth. Zde obdržely nové prodloužené přídě s instalovanými otočnými kamerami HIAC-1 a pevnými vertikálními KS-87. Průzkumné Kurnassy (č. 492, 498 a 499) byly využívány k dálkovému průzkumu v okolních arabských zemích, od konce 70. let především Iráku.
S příchodem letounů F-15A/B v prosinci 1976 a F-16A/B v květnu 1980, byly Phantomy převedeny do role úderných letounů proti pozemním cílům. V červnu 1982 útočily na syrská stanoviště protiletecké obrany v údolí Bikáa a množství jich zničily. Již první den bojů 6. června 1982 Operace Mír pro Galileu napadlo osm Kurnassů stadión v Bejrútu, kde se nacházel sklad zbraní organizace Al Fatáh. 10. června 1982 se osádce pilota Ben-Amy-Perryho podařilo zničit raketou Python 3 syrský MiG-21. Po ukončení kampaně Kurnassy dále napadaly bojové pozice Palestinců a syrských jednotek. 18. října 1986 byl ztracen poslední Kurnass při bojové akci, když došlo k explozi vlastních pum. Celkem bylo za celou dobu působení ztraceno v boji a při nehodách kolem 65 izraelských strojů F-4E.
Letouny prošly v Izraeli celou řadou modernizací, které jim umožnily například nést i výzbroj izraelské výroby. V 80. letech zahájil Izrael modernizační program Kurnass 2000, při kterém byla podstatně modernizována avionika padesáti Phantomů. Letouny dostaly zcela nový navigační a zbraňový systém, radar Norden APG-76, Head Up Display společnosti Elop a pokročilý varovný systém. První prototyp Kurnassu 2000 vzlétl 11. srpna 1987 a dodávky sériových strojů 201. tajeset začaly v dubnu 1989, další byly zařazeny ke 119. tajeset. Poslední modernizovaný stroj byl IDF/AF předán 12. dubna 1994.
Peruť č. 105 vyřadila F-4E již v roce 1991 a 69. ji následovala v roce 1994. Poslední izraelský F-4 byl vyřazen ze služby v roce 2004.

### Japonsko

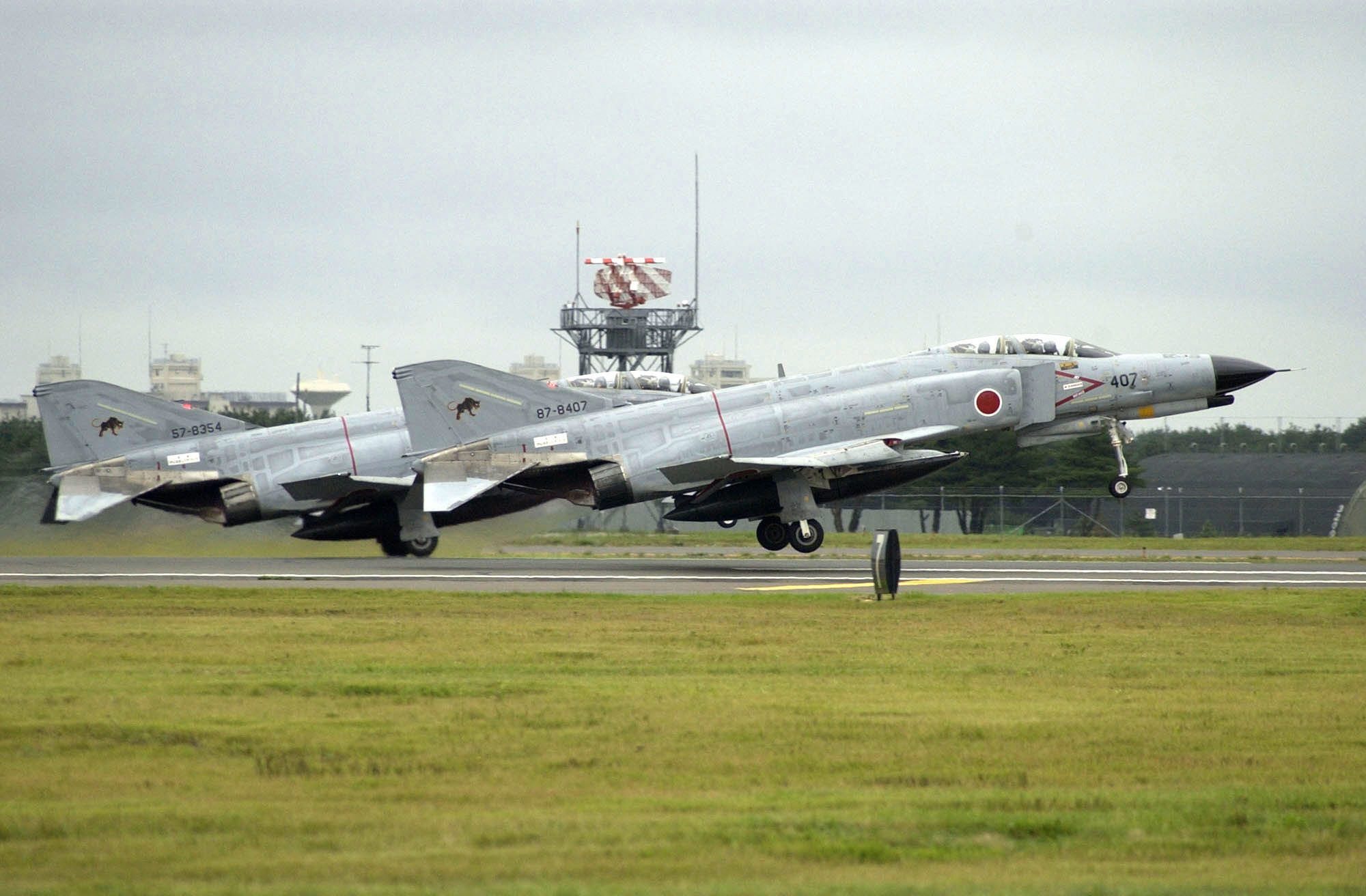
Dvojice letounů F-4EJ.

Od roku 1968 Japonské letectvo nakoupilo 140 letounů F-4EJ, které neměla zařízení na tankování ve vzduchu, nemohly nést protilodní střely, jaderné zbraně a výzbroj proti pozemním cílům. Společnost Mitsubishi dále postavila v licenci 138 dalších strojů (127 vlastní výroba, 11 smontováno z dílů dovezených z USA) a z USA bylo dovezeno dalších 14 neozbrojených průzkumných letounů RF-4E. Z těchto letounů bylo 96 upraveno na verzi F-4EJ Kai. 15 letounů F-4EJ bylo přestavěno na průzkumnou variantu RF-4EJ s podobnými vylepšeními jako verze F-4EJ Kai. Z řadové služby u 301. hikotai byly poslední stroje vyřazeny 20. listopadu 2020.

### Jižní Korea
Letectvo Korejské republiky zakoupilo první várku použitých letounů F-4D od USAF v roce 1968. Dodávky letounů F-4D od USAF pokračovaly až do roku 1988. USAF rovněž přenechalo korejskému letectvu 12 strojů RF-4C, které působily v silách USAF v Jižní Koreji. V rámci programu "Peace Pheasant II" Korea rovněž obdržela nové a použité letouny F-4E. Poslední vyrobený letoun F-4E putoval právě do Jižní Koreje. V současné době jsou letouny F-4D nahrazovány letouny F-15K.

### Španělsko
Španělské letectvo obdrželo první várku použitých letounů F-4C od USAF v roce 1971. Byly označeny C.12 a sloužily až do roku 1989. V té době Španělsko obdrželo použité letouny RF-4C od USAF, které byly označeny CR.12. V letech 1995–1996 tyto letouny prošly rozsáhlým programem modernizace avioniky. Španělsko tyto letouny vyřadilo v roce 2002.

### Turecko

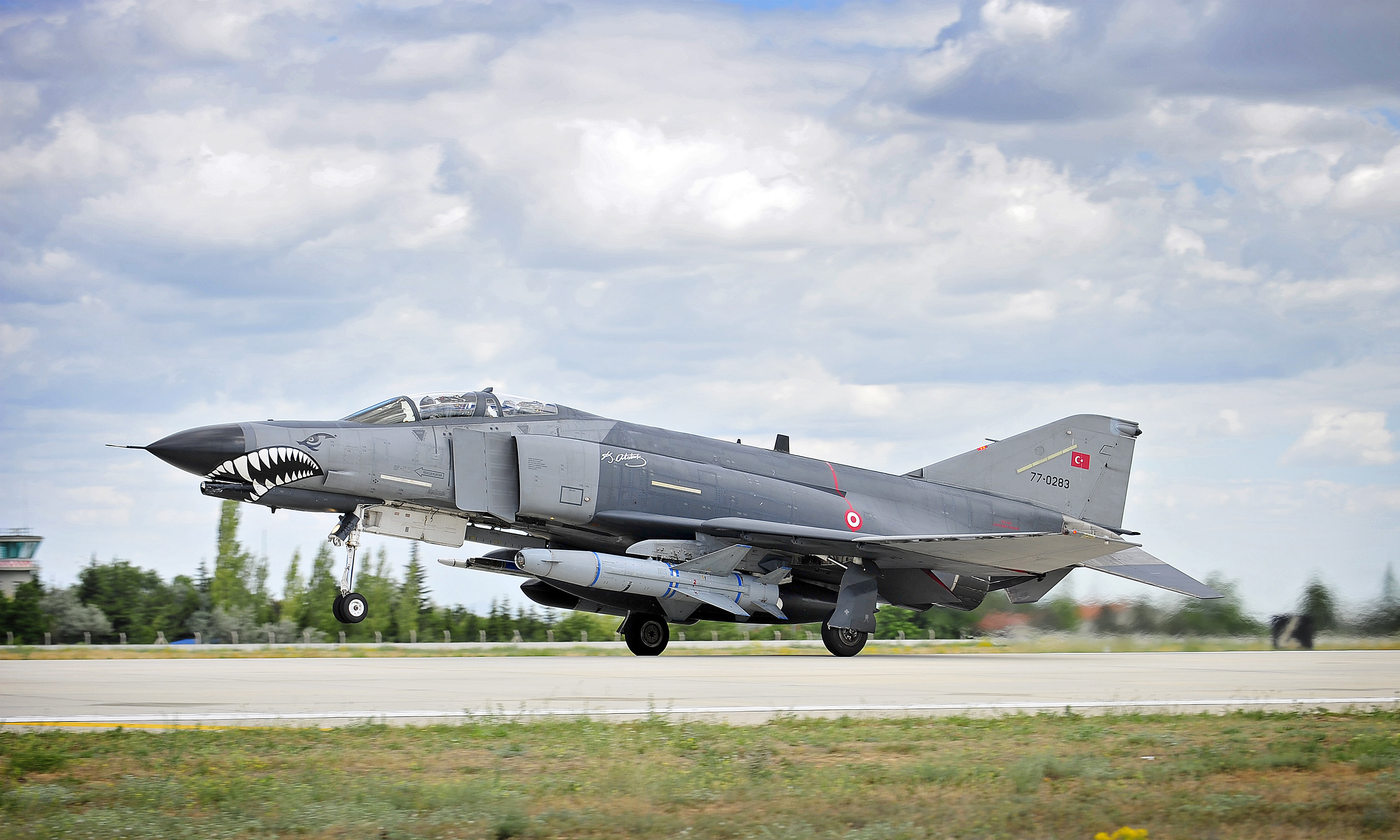
F-4E Phantom II tureckého letectva vyzbrojený raketami AGM-142 Popeye

Turecké letectvo obdrželo prvních 40 letounů F-4E v roce 1974. V letech 1977–78 obdrželo dalších 32 letounů F-4E a 8 letounů RF-4E, v 80. a 90. letech 20. století obdrželo Turecko 161 strojů F-4E od USAF. Dalších 32 letounů RF-4E bylo přepraveno do Turecka v letech 1992–1994 od německé Luftwaffe. V roce 1995 byla zahájena modernizace tureckých letounů F-4. 54 tureckých F-4E bylo pojmenováno F-4E 2020 Terminator.
Dne 22. června 2012 byl RF-4E s/n 77-0314 sestřelen syrskou PVO a jeho trosky dopadly do syrských výsostných vod. Pilot i operátor zahynuli.
Dne 24. února 2015 havarovaly dva RF-4E v oblasti Malatya na jihovýchodě Turecka za dosud neznámých okolností a obě posádky nepřežily. 5. března 2015 havaroval F-4E-2020 ve střední Anatolii a oba členové posádky přišly o život. Po nedávných nehodách stáhlo turecké letectvo RF-4E z aktivní služby. Turecko podle zpráv použilo 19. září 2015 stíhačky F-4 k útoku na hlavní město ISIS Rakka a pozice ISIS v Dajr az-Zaur a Suran. Turecké letectvo údajně použilo F-4E 2020 během novější třetí fáze konfliktu s PKK při těžkých bombardovacích misích nad Irákem ve dnech 15. listopadu 2015, 12. ledna 2016 a 12. března 2016.

### Spojené království

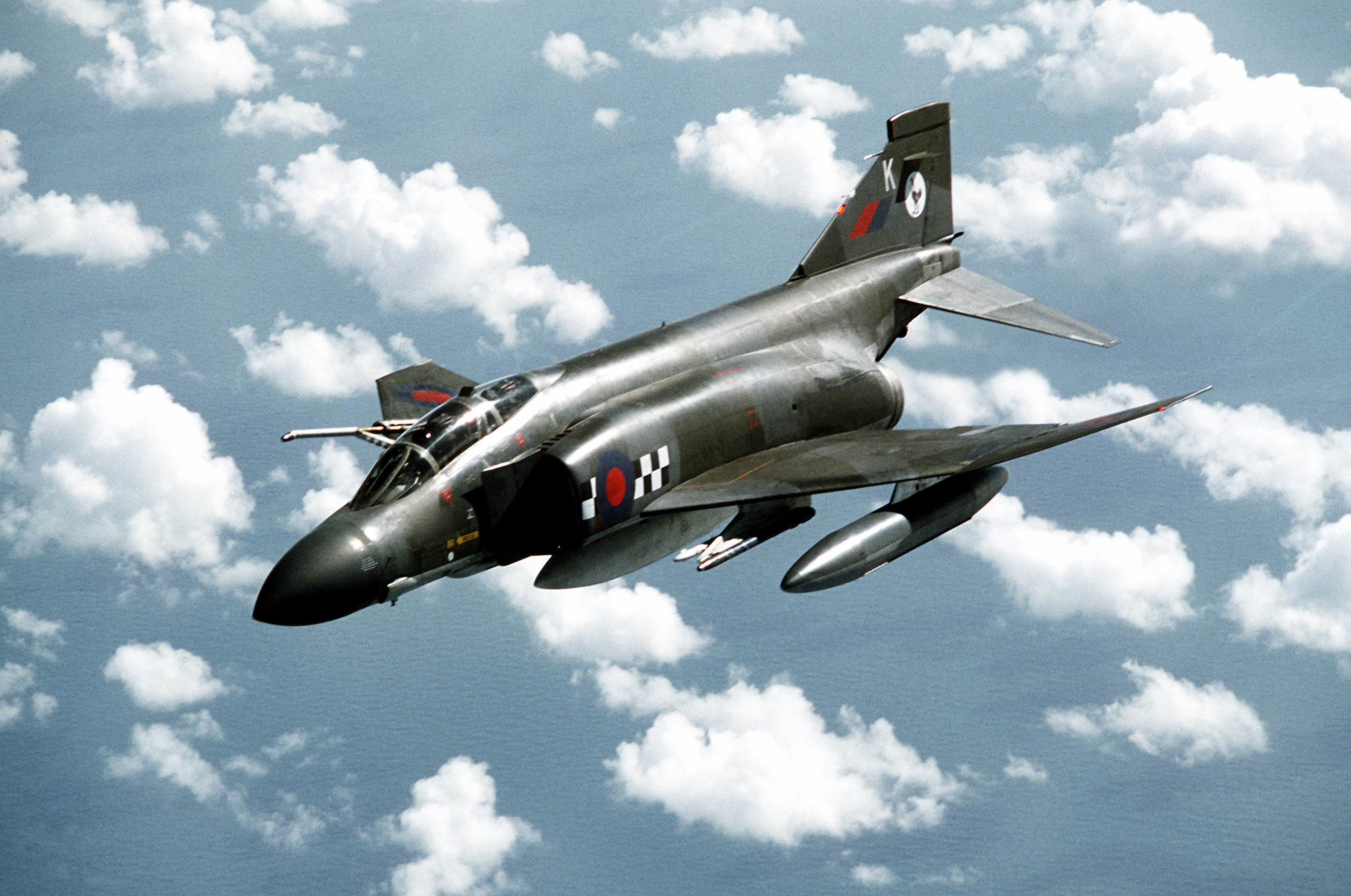
Phantom FG.1 43. letky RAF

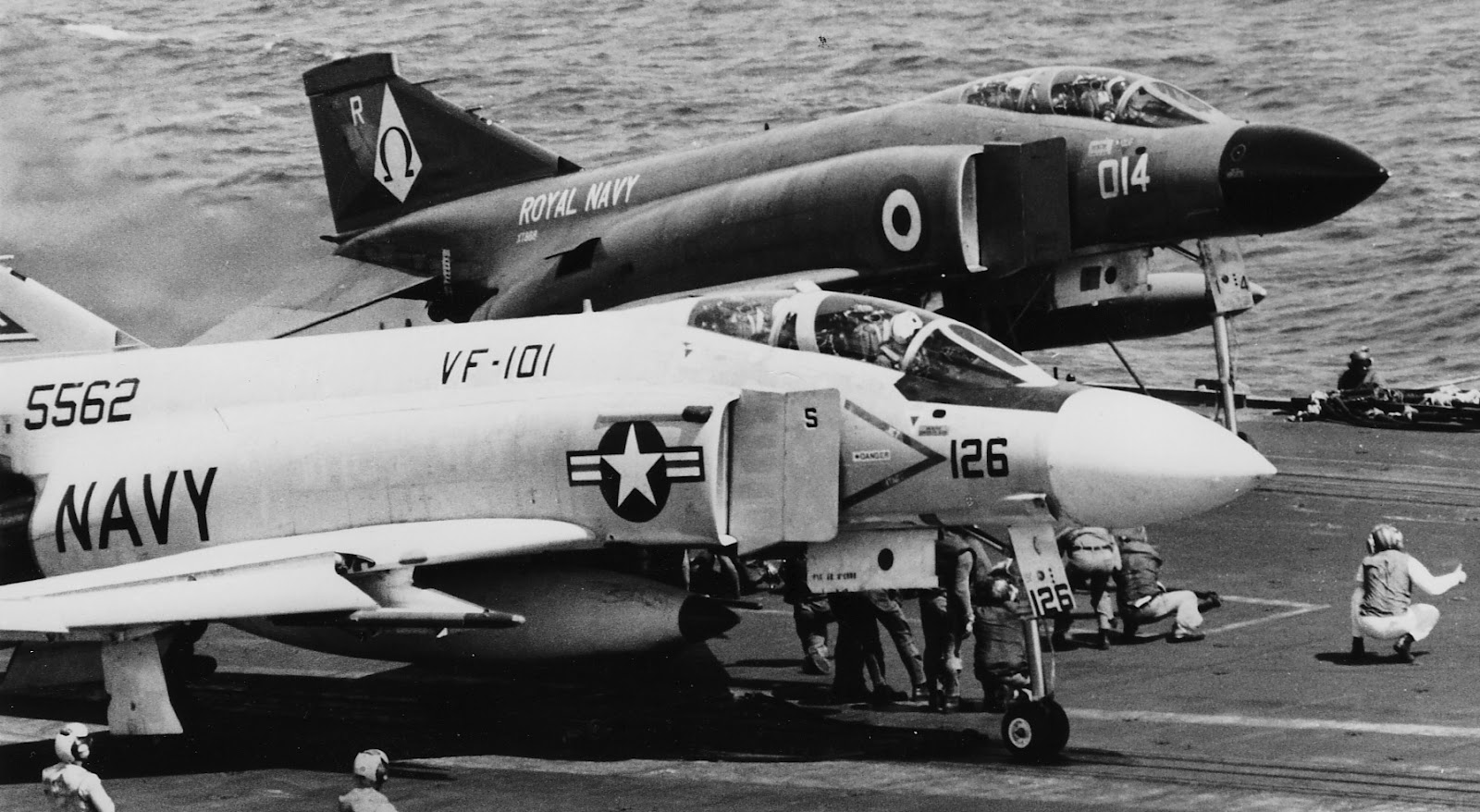
F-4J amerického námořnictva (v popředí) spolu s F-4K Fleet Air Arm čeká na start na lodi USS Independence; jeden z největších rozdílů patrných na první pohled je delší (roztažitelná) příďová podvozková noha britského letounu. Obě varianty byly nakonec RAF používány

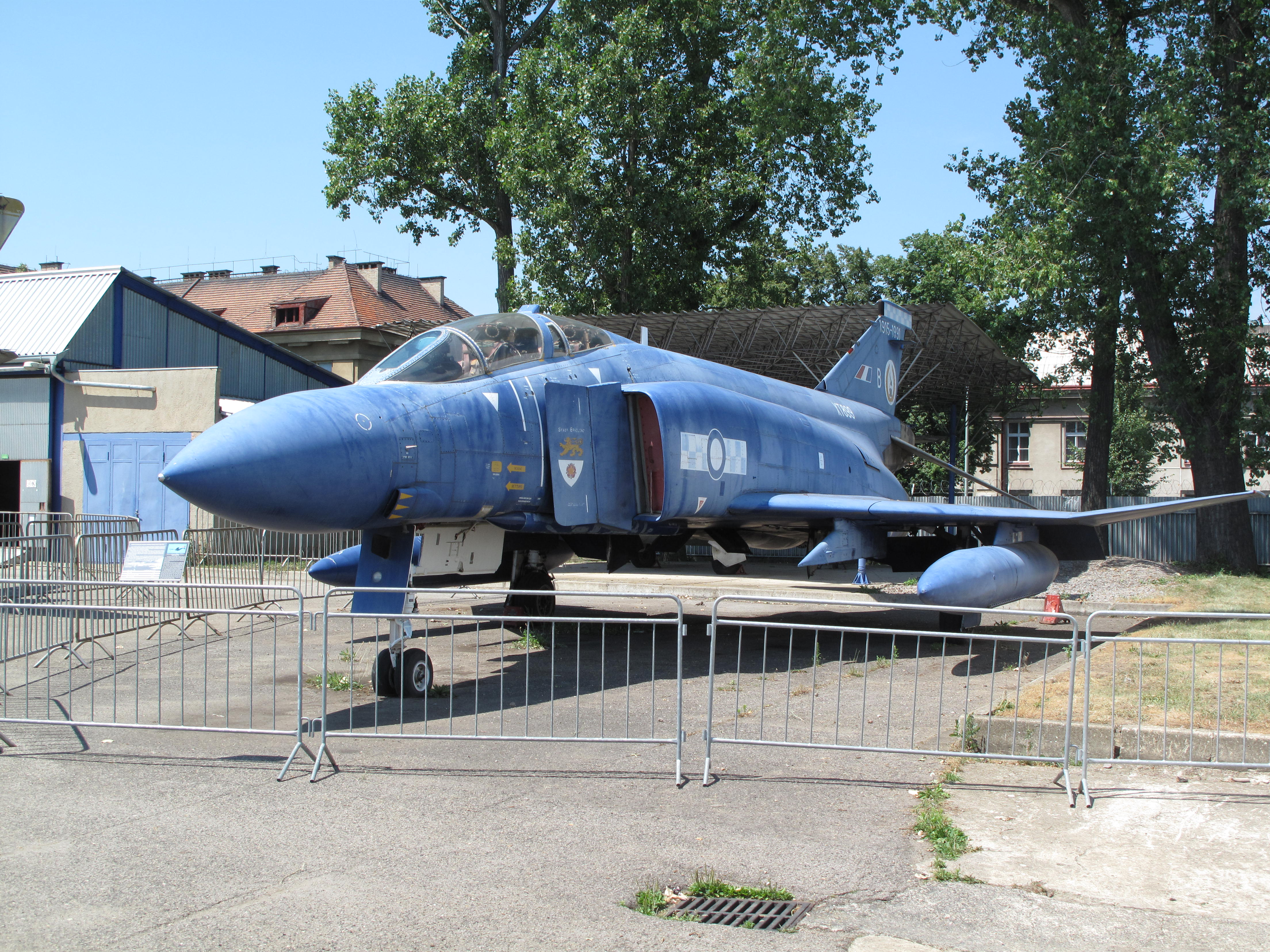
F-4M Phantom FGR Mk.2 ve zbarvení 19. peruti RAF v Leteckém muzeu Kbely

Prvním zahraničním odběratelem Phantomů byla Velká Británie, která se rozhodla nakoupit americké stroje místo vývoje vlastních letadel k malé radosti představitelů britského leteckého průmyslu. Velká Británie nakoupila celkem 170 letounů verzí, které byly založeny na verzi F-4J pro použití u Královského letectva (RAF) a Královského námořnictva (Royal Navy). Největším rozdílem bylo použití britských dvouproudových motorů Rolls-Royce Spey Mk.201 o tahu po 54,5 kN na maximálním režimu a britské avioniky. Zástavba britských motorů byla složitá, drahá a snížila maximální rychlost stroje, přestože použité motory měly větší výkon. Vyšší rychlost ale nedovolovaly materiály použité v motorech. Naopak v nízkých letových hladinách dosahovaly lepších výkonů. Jeden britský letecký komentátor britské letouny popsal jako „nejvýkonnější, nejdražší a nejpomalejší Phantomy na světě.“
Verze pro Královské námořnictvo dostala označení Phantom FG.1 (Fighter Ground-Attack
Mark 1) (v USA značena F-4K) a verze pro Královské letectvo Phantom FGR.2 (Fighter Ground-Attack Reconnaissance Mark 2) (v USA značena F-4M). První ze dvou prototypů YF-4K  (XT595) poprvé vzlétnul v Saint Louis 27. června 1966. Celkem bylo vyrobeno 52 letounů verze FG.1 (F-4K) včetně dvou prototypů. První ze dvou prototypů YF-4M (XT852) poprvé vzlétnul 17. února 1967. Celkem bylo vyrobeno 118 strojů verze FGR.2 (F-4M) včetně dvou prototypů. V rámci projektu Translant přelétly tři první letouny F-4K pro Royal Navy 25. dubna 1968 do Yeoviltonu, kde byla ihned zformována letka IFTU 700P k provádění intenzivních letových zkoušek. Po sérii testů v námořní zkušební letce v Boscombe Down a na palubě americké letadlové lodi USS Saratoga a britské HMS Eagle byla zřízena 14. ledna 1969 výcviková letka 757. Jedinou operační letkou se stala 1. března 1969 892. letka na palubě letadlové lodi HMS Ark Royal, která provedla svou první plavbu s letouny Phantom FG Mk.1 v červnu 1970. Na konci listopadu 1978 byly stroje Královského námořnictva předány Královskému letectvu, které prošly přestavbou na pozemní verzi FGR Mk.2 v St. Athan Maintenance Unit.
Letouny F-4M dostávalo RAF od 23. srpna 1968. Od ledna 1969 operovaly Phantomy RAF ze základny Coningsby, kde došlo ke zformování 228. operačně přeškolovací jednotky. 7. května 1969 zde také byla založena první operační 6. letka, která předtím létala na strojích English Electric Canberra z Akrotiri na ostrově Kypr. V září 1969 byla v Coningsby umístěna se svými Phantomy také 54. letka. Dalším útvarem RAF s Phantomy se od 1. července 1970 stala 14. letka v Brugennu, odkud od 16. září 1970 vzlétala také 17. letka. 14. prosince 1970 byla s letouny Phantom FGR Mk.2 ustavena 2. letka v Laarbruchu v NSR, jejímž hlavním úkolem byly fotoprůzkumné lety. Byly proto vybaveny kontejnery EMI a kamerou F95 Mk.7 v trupovém výklenku místo řízených střel Sparrow. V říjnu 1971 převzala Phantomy za své Canberry rovněž 31. letka přemístěná z Laarbruchu na základnu Bruggen. V dubnu 1972 pak přešla na Phantomy i 41. letka, která do té doby používala pouze pozemní protiletadlové řízené střely Bloodhound. Sídlem letky se stala základna v Coningsby. V roce 1974 přešla 54. letka na stroje SEPECAT Jaguar, kterou o něco později následovala rovněž 6. letka, a jejich Phantomy pak převzala od 1. ledna 1975 29. letka v Coningsby a od 17. listopadu 1975 také 23. letka na bázi Wattisham. 22. března 1976 dosáhla operačního statusu s novými Phantomy 56. letka v Coningsby, která dříve operovala s letouny English Electric Lightning. Během roku byla 56. letka přemístěna do Wattishamu.
Také na základně RAF Gütersloh v bývalé NSR došlo u dvou letek k výměně Lightningů F Mk.2A za Phantomy. První z nich přezbrojila ještě v prosinci 1976. druhá pak ke dni 1. dubna 1977. Obě letky se pak přemístily do Wildenrathu. 41. letka od 31. března 1977 přešla z Phantomů na nové Jaguary, s nimiž se přemístila na základnu Coltishall.
Jedinou letkou RAF, která používala výhradně bývalou námořní verzi FG Mk.1 byla 43. letka v Leuchars ve Skotsku, která se o základnu dělila se 111. letkou používající obě verze britských Phantomů.
V roce 1982 během války o Falklandské ostrovy byly tři Phantomy FGR.2 nasazeny na ostrově Ascension k ochraně základny před leteckým útokem. Po válce bylo 15 vylepšených letounů F-4J původně patřících US Navy zakoupeno Spojeným královstvím jako náhrada za 1435. letku, která byla trvale umístěna na Falklandských ostrovech. Tyto letouny dostaly označení F-4J(UK). Mnoho britských Phantomů operovalo ze základen v Německu. Letouny Phantom začaly být od roku 1974 nahrazovány stroji SEPECAT Jaguar a později i letouny Panavia Tornado F3. Poslední britský Phantom byl vyřazen v říjnu 1992.

### Civilní použití

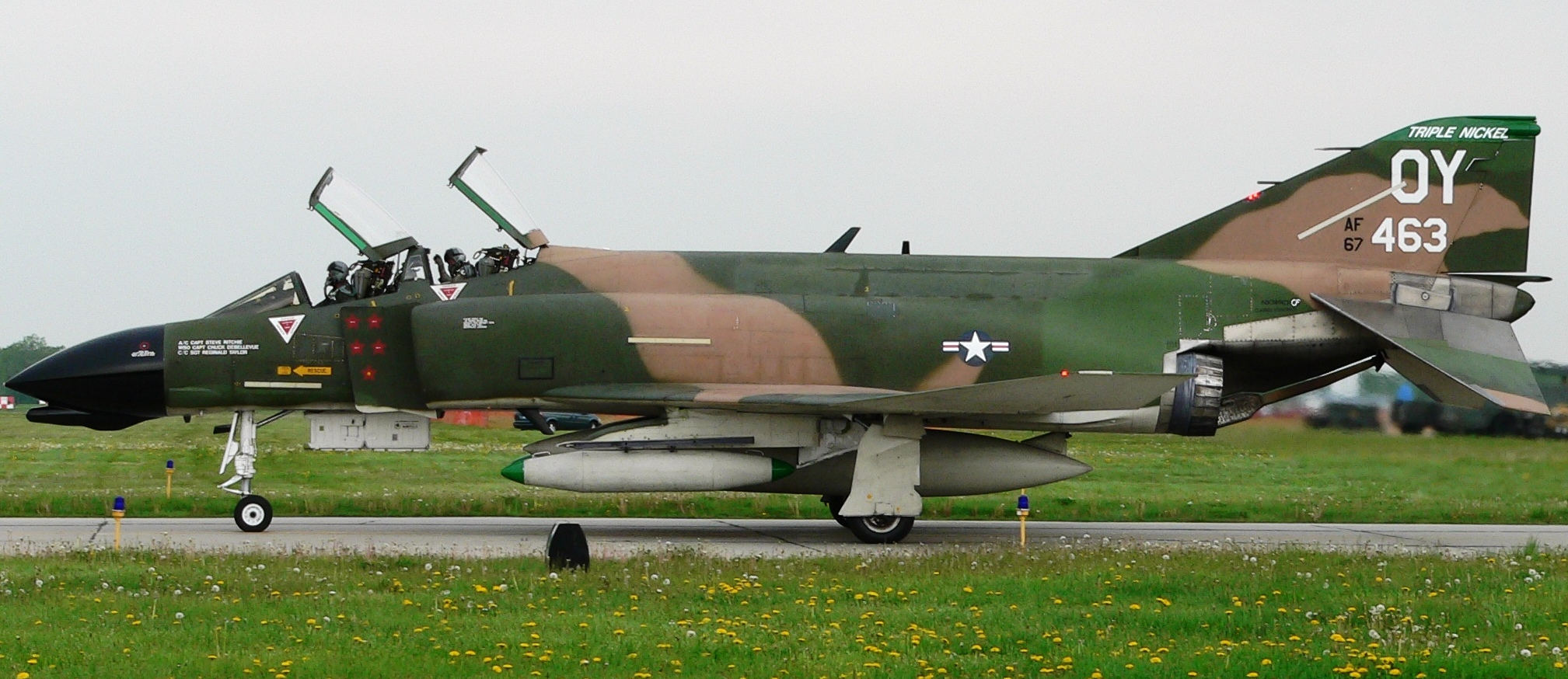
F-4D Phantom II Collings Foundation s kamufláží z doby války ve Vietnamu, květen 2005

Národní laboratoře Sandia použily letoun F-4 namontovaný na raketovém vozíku ke zkoušce odolnosti zesílené betonové konstrukce, která se používá například na obal jaderných elektráren, po nárazu letounu.
Jeden letoun F-4D (s civilní registrací N749CF) provozuje v Massachusetts nezisková organizace Collings Foundation jako „žijící historii“. Peníze na údržbu a lety stroje, který má základnu v Houstonu v Texasu, jsou získávány od sponzorů.
Drydenovo letecké výzkumné středisko (Dryden Flight Research Center), patřící NASA, obdrželo letoun F-4A Phantom II 3. prosince 1965. Zde vykonalo 55 letů jako podpůrné letadlo při zkouškách stroje North American X-15. Letoun F-4A rovněž sloužil v rámci biomedicínského monitorovacího programu u NASA Flight Research Center pro piloty a uchazeče z řad USAF pro létání s vysoce výkonnými stroji. U pilotů byly přesně zaznamenávány data o jejich zdravotním stavu (EKG, dýchání atd.) během letu. V roce 1967 sloužil letoun F-4A k podpoře krátkého armádou inspirovaného programu, který se zabýval výzkumem, zda může být třesk při překročení zvukové bariéry nasměrován a tak použit jako zbraň nebo alespoň prostředek k obtěžování nepřítele. NASA také létala s letounem F-4C při pevnostních studiích od roku 1983 do 1985, poté se letoun vrátil k USAF.

## Varianty

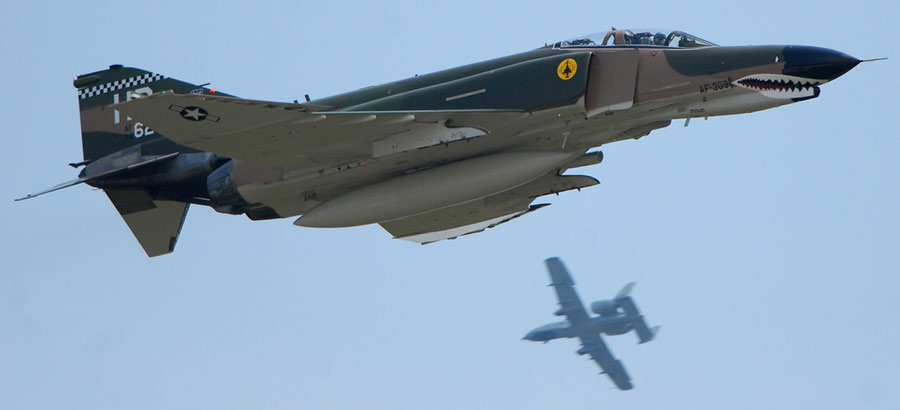
QF-4E AF sériové číslo 74-0626 nad leteckou základnou McGuire v květnu 2007 s letounem A-10 Thunderbolt II v pozadí.

V průběhu výroby a služby letounů Phantom vzniklo velké množství variant, které jsou vyjmenovány v samostatném článku. Níže je uveden pouze stručný přehled.
F-4A, B, J, N a S
Varianty určené pro US Navy a USMC. Letouny F-4B byly vylepšeny na verzi F-4N a letouny F-4J byly vylepšeny na verzi F-4S.
F-110 Spectre, F-4C, D a E
Varianty pro USAF. Verze F-4E měla zabudovaný kanón M61 Vulcan. Verze F-4D a E byly vyráběny ve velkých počtech, vyváženy do celého světa a široce zapojeny do amerického leteckého obranného systému SAGE proti Sovětskému svazu a jeho spojencům.
F-4G Wild Weasel V
Speciální varianta pro umlčování nepřátelské protivzdušné obrany s vylepšeným radarem a avionikou. Stroje byly přestavěny z verze F-4E. Označení F-4G používaly mnohem dříve i zcela odlišné stroje US Navy.
F-4K a M
Varianty pro britské letectvo osazené dvouproudovými motory Rolls-Royce Spey.
F-4EJ
Zjednodušená varianta F-4E vyvážená do Japonska a licenčně vyráběná tamtéž.
F-4F
Zjednodušená varianta F-4E vyvážená do Německa.
QF-4B, E, G, N a S
Vyřazené letouny upravené jako dálkově ovládané bezpilotní stroje, které sloužily jako cvičné cíle pro protiletadlové zbraně a radary.
RF-4B, C a E
Varianty pro taktický průzkum.

## Uživatelé

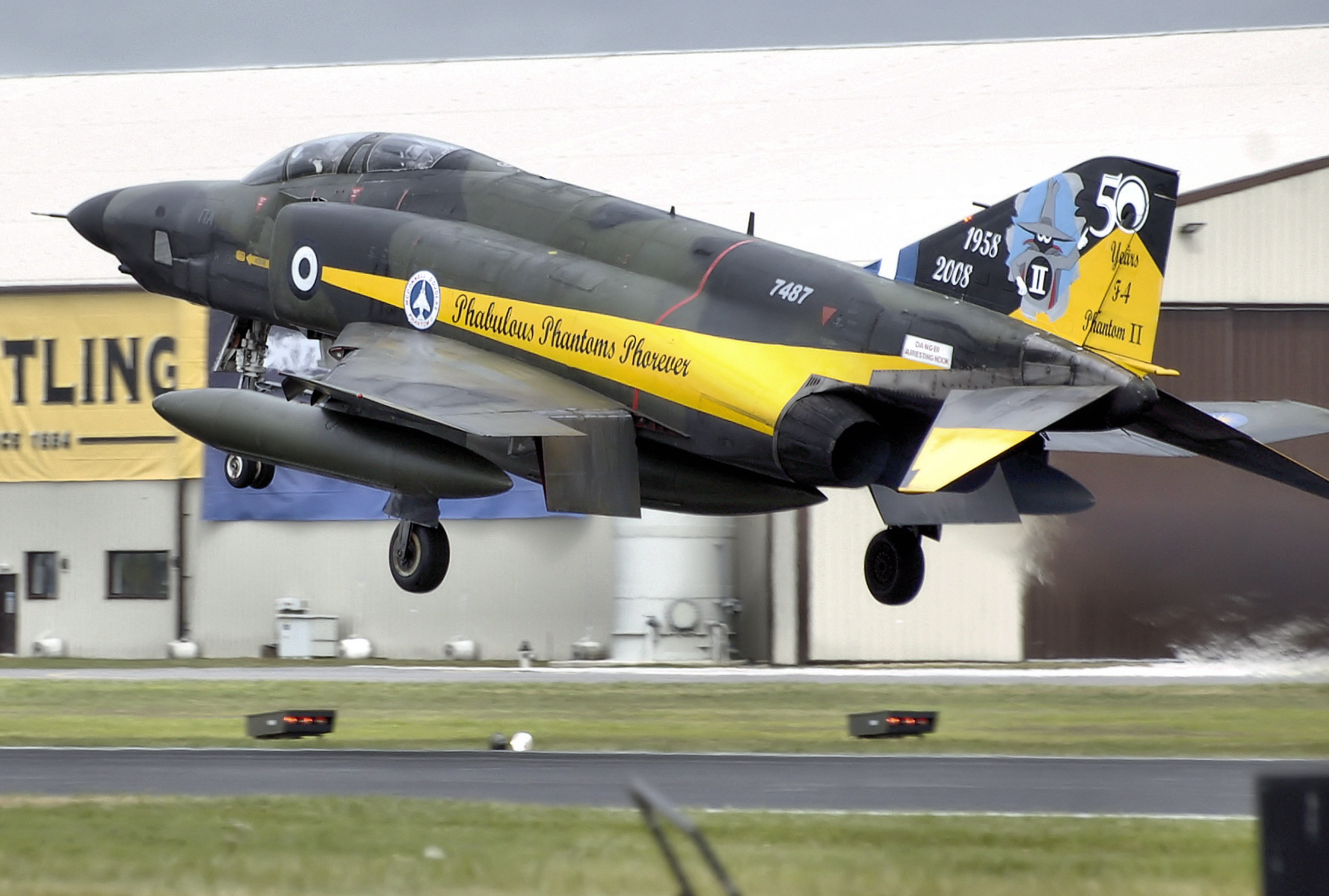
RF-4E Phantom II řeckého letectva ve speciálním nátěru na letecké přehlídce RIAT 2008 ve Velké Británii

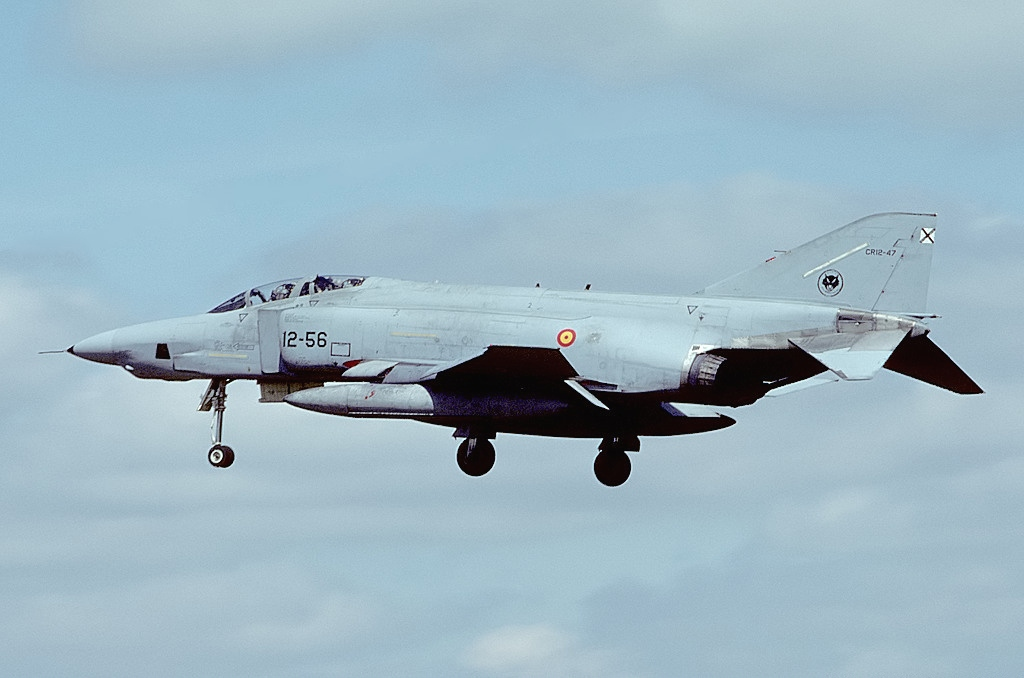
Španělský RF-4C Phantom II, 15. června 1993

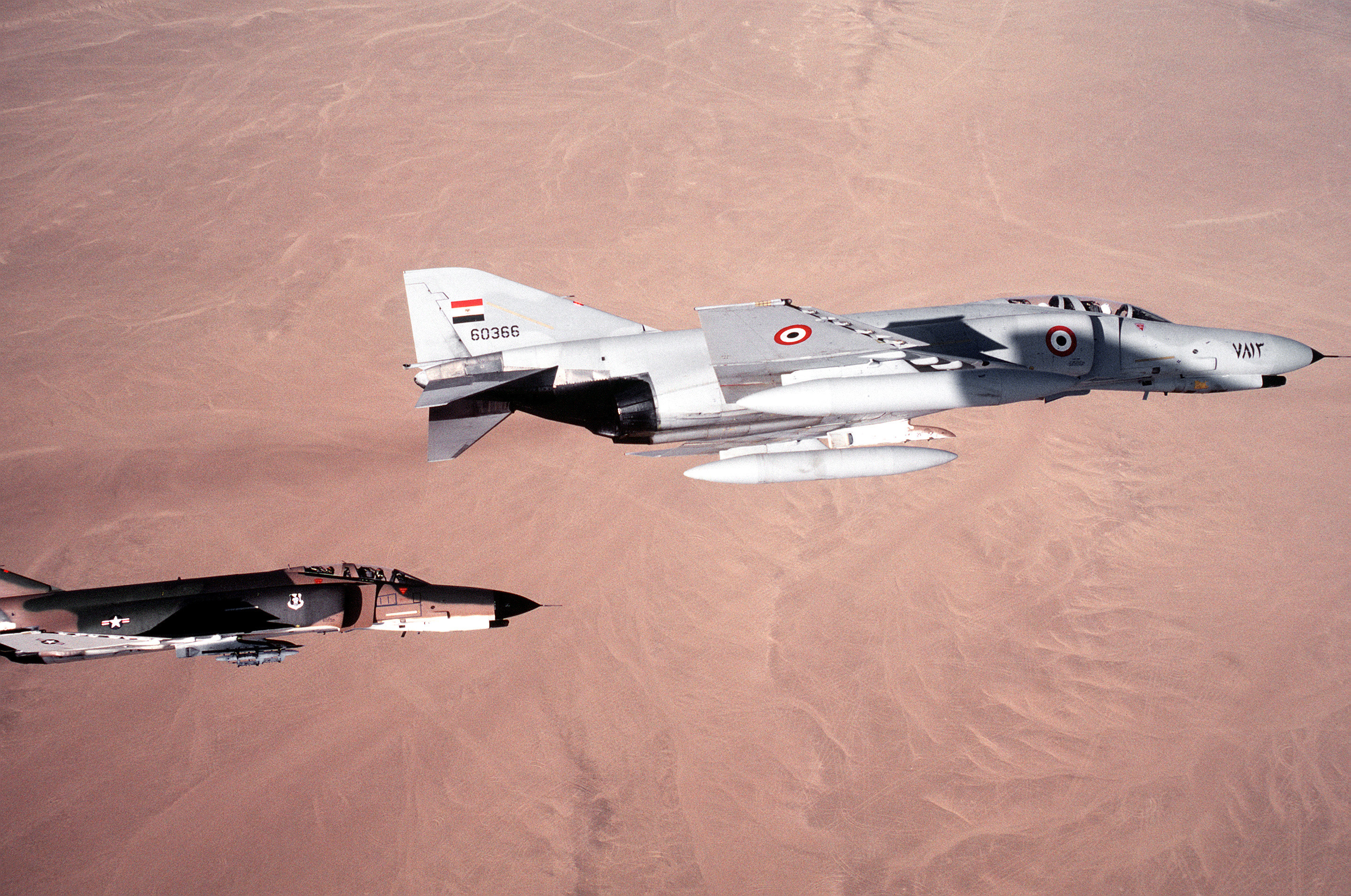
Egyptské letouny F-4E Phantom II ve formaci s americkým F-4E Phantom II během cvičení Proud Phantom

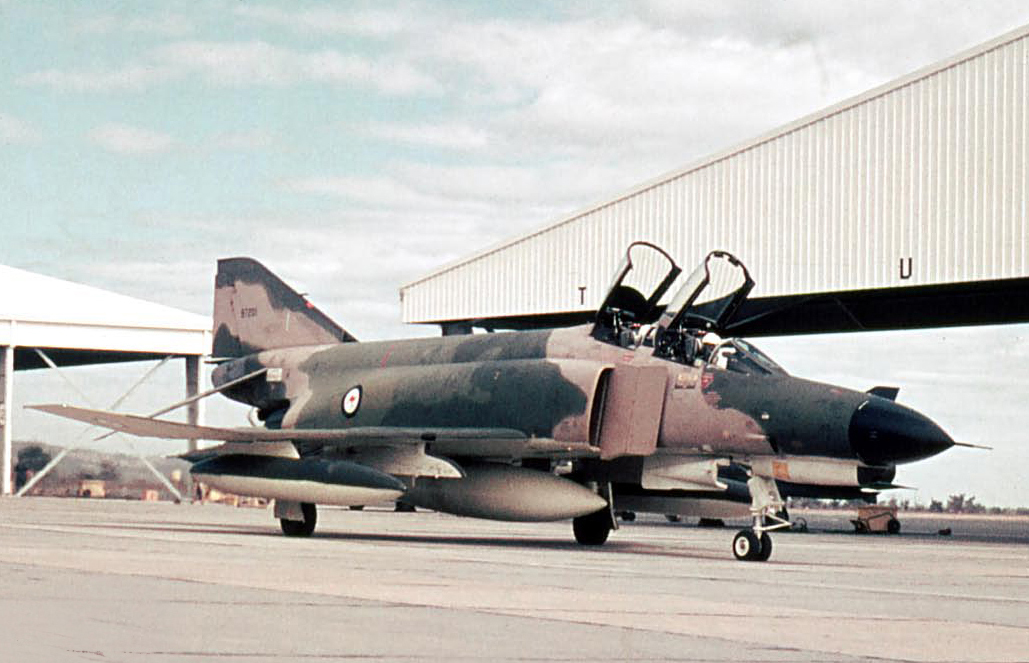
F-4E Phantom II australského letectva v roce 1971

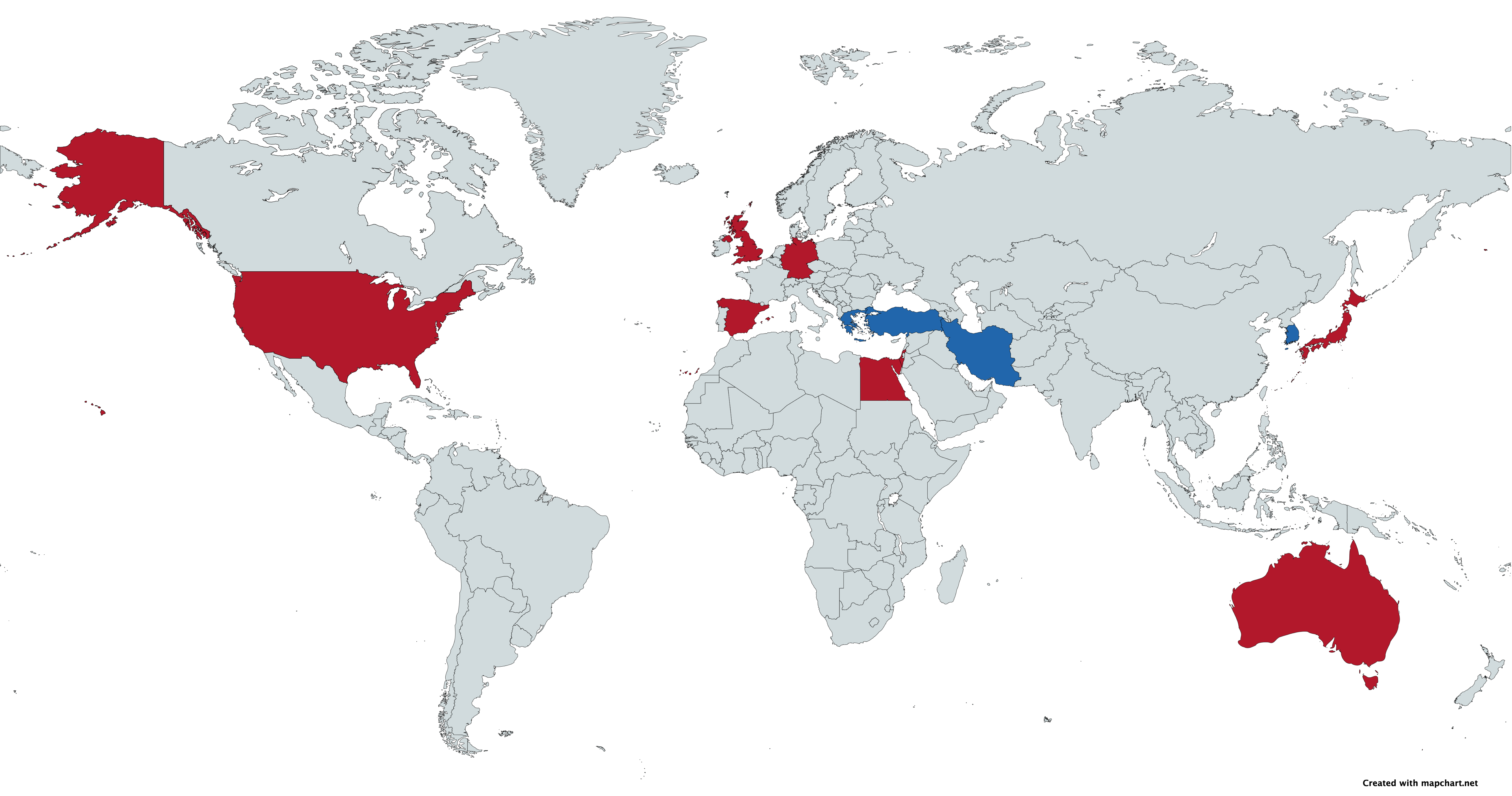
Mapa se současnými uživateli F-4 Phantom II v modré a bývalými v červené barvě

### Současní
Írán
- Íránské vojenské letectvo – zakoupilo celkem 225 letounů F-4D (32 ks), RF-4E (16 ks) a F-4E (177 ks). V polovině 80. let tajně nakoupilo nejméně dalších 23 použitých F-4E vyřazených od USAF. Celkem tedy provozovalo nejméně 248 letounů. 62 strojů F-4D, F-4E a RF-4E ve službě[82][83]

 Jižní Korea
- Letectvo Korejské republiky – Získalo 92 použitých letounů F-4D, 103 letounů F-4E (37 nových a 66 použitých od USAF) a 23 použitých RF-4C. V roce 2011 bylo celkem 128 (110 F-4E a 18 RF-4C) strojů Phantom.[84] V současné době (2023) zůstává 27 letounů F-4E ve službě[82]

 Řecko
- Řecké vojenské letectvo – Provozovalo celkem 121 letounů F-4E (56 nových a 28 od USAF) a RF-4E (8 nových a 29 od Luftwaffe). Roku 2017 byla vyřazena průzkumná varianta RF-4E Phantom II.[85][86] Dosud 18 letounů F-4E AUP ve službě[82]

 Turecko
- Turecké letectvo – zakoupilo 72 nových F-4E a 8 RF-4E. V 80. a 90. letech 20. století získalo podle některých zpráv téměř 161 strojů F-4E (od USAF) a 32 strojů RF-4E (od Luftwaffe).[57] Ve službě zůstává (2011) 120 modernizovaných strojů F-4E a 32 strojů RF-4E.[87] 54 letounů F-4E 2020 Terminator dosud ve službě.[82]

### Dřívější
Austrálie
- Královské australské letectvo (RAAF) – 24 pronajatých letounů v letech 1970–1973.

 Egypt
- Egyptské vojenské letectvo – zakoupilo celkem 45 použitých letounů F-4E, roku 2011 se jich ve službě nacházelo 32.[88] K jejich vyřazení došlo koncem roku 2019.[89]

 Izrael
- Izraelské vojenské letectvo – Získalo 42 nových F-4E, 162 použitých F-4E od USAF a 12 nových RF-4E. V současné době jsou již všechny vyřazeny.

 Japonsko
- Japonské letecké síly sebeobrany – Celkem provozovaly 140 letounů F-4EJ a 14 RF-4E. Z těchto letounů bylo 127 F-4EJ vyrobeno v Japonsku v licenci. 11 dalších bylo v Japonsku smontováno z dovezených dílů. 17 strojů F-4EJ bylo přestavěno na verzi RF-4EJ. V roce 2011 provozovalo Japonsko 91 strojů F-4EJ Kai a 26 strojů RF-4E.[90] Z řadové služby byly poslední stroje vyřazeny v listopadu 2020.[62]

 Německo
- Luftwaffe – Zakoupila celkem 273 nových Phantomů (88 RF-4E, 10 F-4E a 175 F-4F). V roce 2011 bylo ve službě ještě 45 strojů.[91] Roku 2013 byl letouny vyřazeny.[92][93]

 Spojené království
- Královské letectvo a Královské námořnictvo – Provozovalo celkem 118 letounů Phantom FGR.2 (F-4M), 52 letounů Phantom FG.1 (F-4K) a 15 letounů F-4J(UK). Celkem tedy ve Velké Británii sloužilo 185 letounů Phantom (170 nových a 15 použitých od US Navy).

 Spojené státy americké
- Letectvo Spojených států amerických (USAF) – největší odběratel strojů F-4 Phantom II, získalo 2874 strojů.
- Námořnictvo Spojených států amerických (US Navy) – spolu s námořní pěchotou provozovalo 1264 strojů.
- Námořní pěchota Spojených států amerických (USMC)

 Španělsko
- Španělské letectvo – Provozovalo celkem 40 letounů F-4C a 18 letounů RF-4C. Všechny použité a získané od USAF.

## Kultura

### Přezdívky

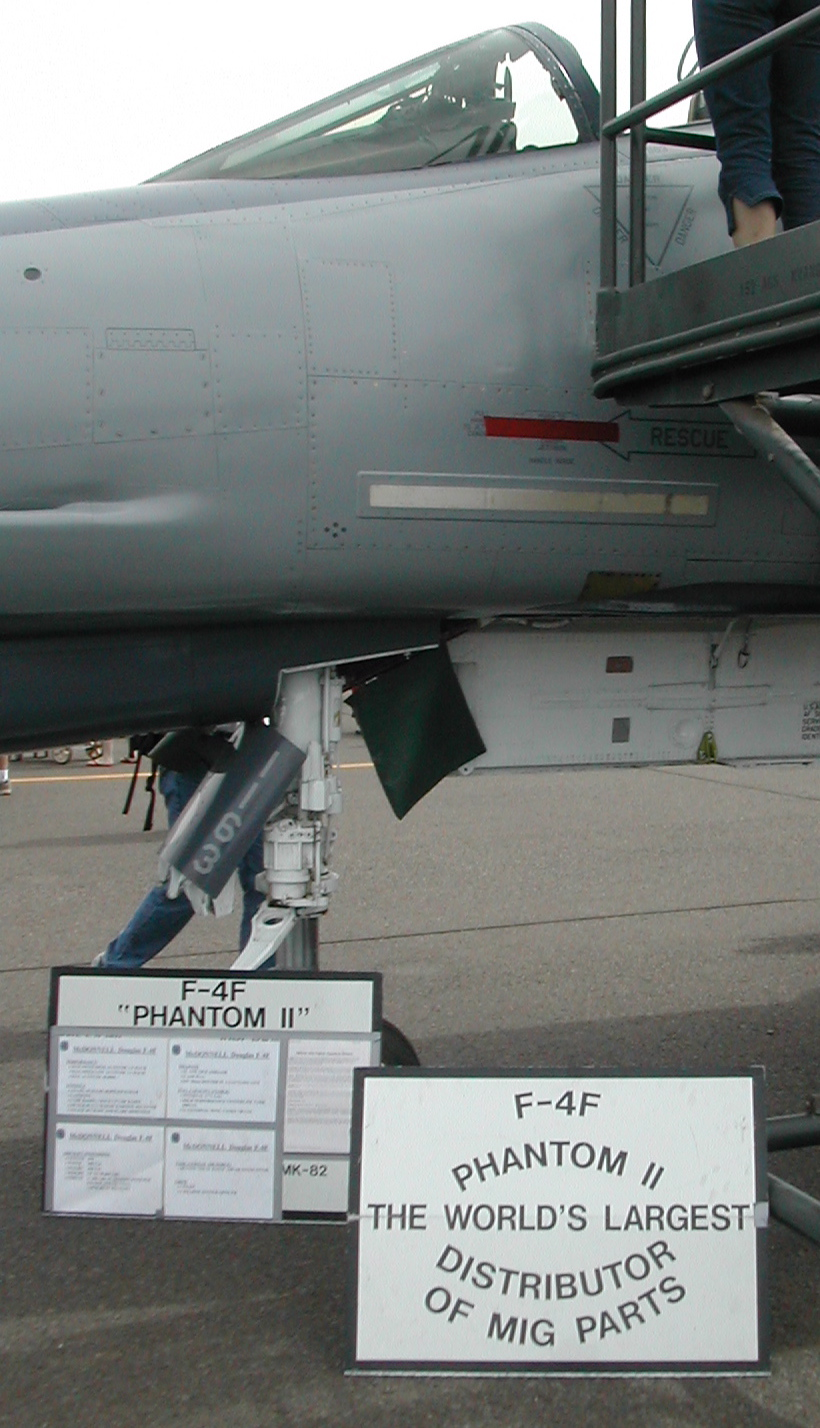
Vystavený F-4F označený jako „Největší světový distributor součástek MiGů“, protože tyto letouny sestřelily značný počet těchto letounů.

Phantomy posbíraly během své služby celou řadu přezdívek. Některé z nich jsou Rhino (Nosorožec), Double Ugly (Dvojnásobně ošklivý), Flying Anvil (Létající kovadlina), Flying Footlocker (Létající kufr) (Pozn.: Footlocker je malý kufr, který slouží na osobní věci a v kasárnách se dává k nohám postele.), Flying Brick (Létající cihla), Lead Sled (Olověné sáně), Big Iron Sled (Velké železné sáně) a St. Louis Slugger. V souvislosti s tím, že žádný jiný letoun nesestřelil více letounů MiG se letounu začalo říkat World’s Leading Distributor of MiG Parts (Největší světový distributor součástek MiGů). Jako reakce na jeho vynikající výkony navzdory jeho velikosti se letounu říkalo „triumf tahu nad aerodynamikou.“ Posádky německé Luftwaffe letouny F-4 přezdívaly Eisenschwein (Železné prase), Fliegender Ziegelstein (Létající cihla) a Luftverteidigungsdiesel (Dieselová protivzdušná obrana).

## Vystavené letouny
Po celém světě je vystaveno značné množství letounů F-4 Phantom II. Většina z nich se nachází po celých Spojených státech amerických. (Viz seznam dochovaných letounů na anglické wiki.)
Jeden stroj F-4M Phantom FGR Mk.2 je vystavený i v leteckém muzeu Vojenského historického ústavu Praha na letišti Praha-Kbely, který byl České republice darován RAF.

## Specifikace (F-4E)
Technické údaje pocházejí z publikace „Bojové legendy: F-4 Phantom II“, „The Great Book of Fighters“. a publikace „Encyclopedia of USAF Aircraft“.

### Technické údaje
- Posádka: 2 (pilot, operátor zbraní/radaru)
- Rozpětí: 11,71 m
- Rozpětí se složenými křídly: 8,41 m
- Délka: 19,20 m
- Výška: 5,03 m
- Nosná plocha: 49,24 m²
- Plošné zatížení: 568 kg/m²
- Prázdná hmotnost: 13 397 kg
- Běžná vzletová hmotnost: 25 382 kg
- Max. vzletová hmotnost : 27 965 kg
- Max. přistávací hmotnost :16 706 kg
- Pohonná jednotka: 2× proudový motor General Electric J79-GE-17A
- Výkon pohonné jednotky: 79,6 kN
- Zásoba paliva: 7549 l ve vnitřních nádržích, 12 627 l ve třech přídavných nádržích

### Výkony
- Cestovní rychlost: 941 km/h (506 uzlů, 585 mph) ve výšce ? m
- Maximální rychlost: Mach 2,23 (2 389 km/h, 1 485 mph) ve výšce 12 190 m
- Akční rádius: 680 km (367 námořních mil)
- Dolet: 3 065 km (1 885 mil) s třemi přídavnými nádržemi
- Dostup: 18 975 m (62 250 stop)
- Stoupavost: 312 m/s
- Plošné zatížení: 383 kg/m²
- Poměr tah/hmotnost: 0,86 (0,58 při MVH)
- Délka dráhy startu: 1 370 m (24 410 kg)
- Délka dráhy přistání: 1 120 m (16 706 kg)

### Výzbroj

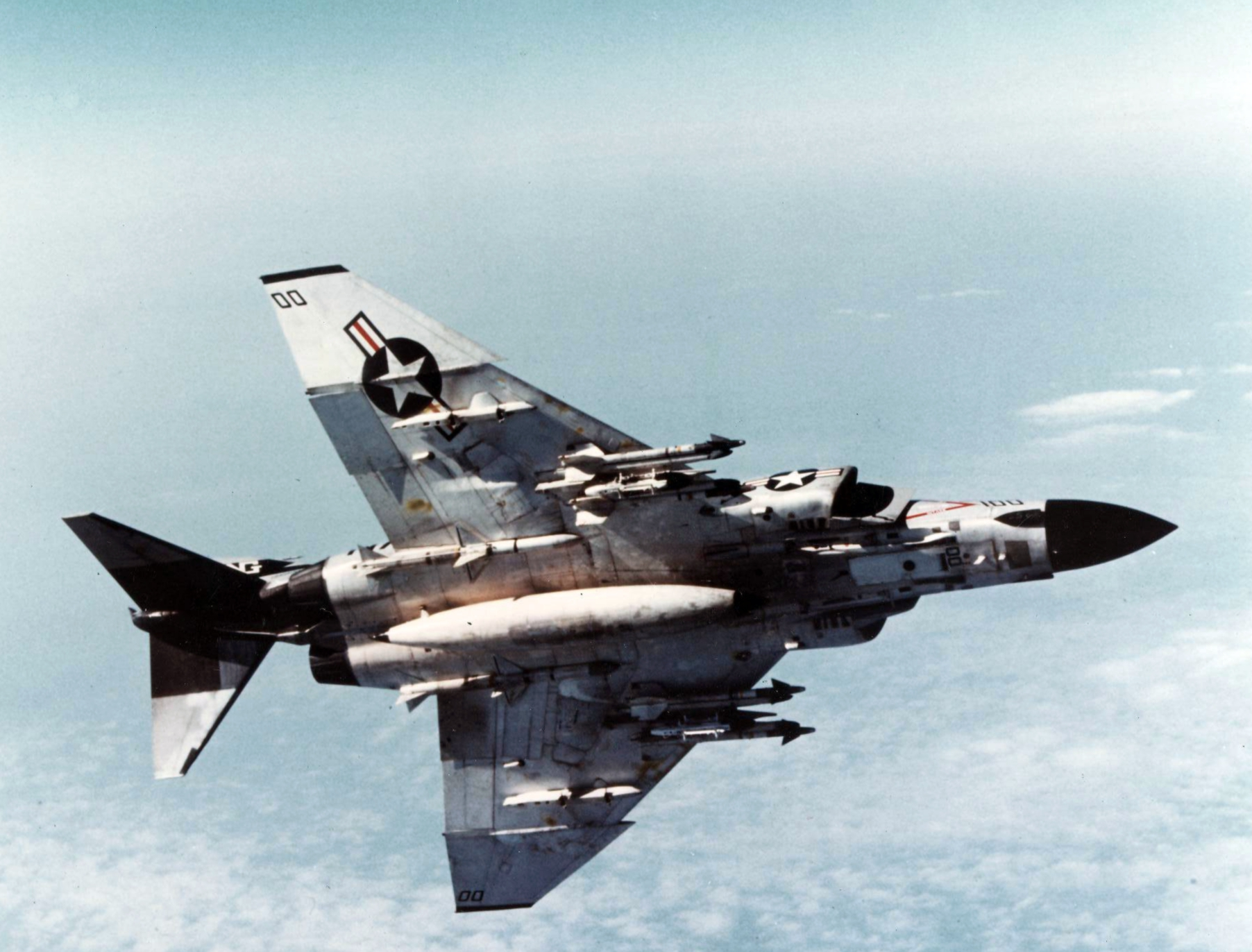
Letoun F-4J "Showtime 100" vyzbrojený střelami AIM-9 Sidewinder a AIM-7 Sparrow.

- Až 8 480 kg zbraní na devíti externích závěsnících. Výzbroj zahrnuje klasické a kazetové bomby, televizí nebo laserem naváděné bomby, raketnice pro neřízené střely, rakety vzduch-země, střely na ničení letišť, protilodní střely, kontejnery pro značkování cílů a pro průzkum, jaderné pumy. Na závěsníky mohly být zavěšeny i kontejnery s nákladem (pošta, zavazadla) nebo přídavné nádrže.
- 4× střela vzduch-vzduch AIM-7 Sparrow napůl zapuštěné do trupu plus 4× AIM-9 Sidewinder na pylonech pod křídly; vylepšené řecké F-4E a německé F-4F ICE nesly střely AIM-120 AMRAAM, japonské F-4EJ Kai nesly střely Mitsubishi AAM-3, řecké F-4E mají nést do budoucna i střely IRIS-T. Íránské F-4 mohou pravděpodobně nést i ruské a čínské střely. Britské Phantomy mohou nést střely Skyflash, které od roku 1978 nahradily střely AIM-7 Sparrow
- 1× šestihlavňový letecký kanón 20 mm (0.787 palce) M61A1 Vulcan se zásobou 640 nábojů
- 6× AGM-65 Maverick
- 4× AGM-62 Walleye
- 4× AGM-45 Shrike, AGM-88 HARM, AGM-78 Standard ARM
- 4× GBU-15
- 18× pumy Mk.82, GBU-12
- 5× pumy Mk.84, GBU-10, GBU-14
- 18× CBU-87, CBU-89, CBU-58
- Jaderné zbraně, např. B28EX, B61, B43 a B57

#### Související vývoj
- McDonnell F3H Demon

#### Podobná letadla
- English Electric Lightning
- Vought XF8U-3 Crusader III
- Suchoj Su-15
- MiG-21
- MiG-23
- Shenyang J-8
- Dassault Mirage III
- Saab 35 Draken